# Іван Мазепа
Іван Степа́нович Мазе́па (Коледи́нський) (20 березня [30 березня] 1639, Мазепинці або ж, за іншими даними, 29 серпня [8 вересня] 1639, Біла Церква — 21 вересня [2 жовтня] 1709 за іншими джерелами, у ніч з 21 на 22 вересня [3 жовтня], Варниця) — український військовий, політичний і державний діяч. Гетьман Війська Запорозького, голова козацької держави на Лівобережній (1687—1704) і всій Наддніпрянській Україні (1704—1709). Князь Священної Римської імперії (1707—1709). Представник шляхетського роду Мазеп-Колединських герба Курч із Київщини та Волині.
Після обрання гетьманом намагався відновити авторитет гетьманства в Україні. Зробив великий внесок до економічно-культурного розвитку Лівобережжя. Проводив курс на відновлення козацької держави з кордонами часів Хмельниччини.
Як визначний державний діяч дбав не лише про економічну та військову могутність України, а й про її культуру, про піднесення освіти, науки, мистецтва, зміцнення авторитету церкви.
Кавалер орденів Андрія Первозваного (1700) і Білого Орла (1705). Тривалий час підтримував Московію у Північній війні зі Шведською імперією, проте 1708 року став на бік шведів. Після поразки під Полтавою був вимушений переселитись до Молдовського князівства.

## Молоді роки
У 1572 році  король Сигізмунд II Август надав земянинові Михайлові Мазепі-Калединському (Колодинському) землю на Білоцерківщині. Це був один із пращурів майбутнього володаря булави гербу Курч. Батько — Стефан-Адам Мазепа, покозачився в часи Хмельниччини, став 1654 року Білоцерківським отаманом, у 1659 році був наказним полковником Білоцерківського полку, представляв Гетьманщину на сеймі у Варшаві 1659 році, призначений у 1663 році білоцерківським підстаростою. Мати — Марина Мокієвська — представниця старого шляхетського роду з Білої Церкви; присвятила молоді роки сім'ї, вихованню сина Івана та доньки Олександри. Шлюбу Мазепи та Мокієвської у 1638 році передувало засудження Степана Михайловича до позбавлення шляхетської честі через вбивство шляхтича Яна Зеленського.

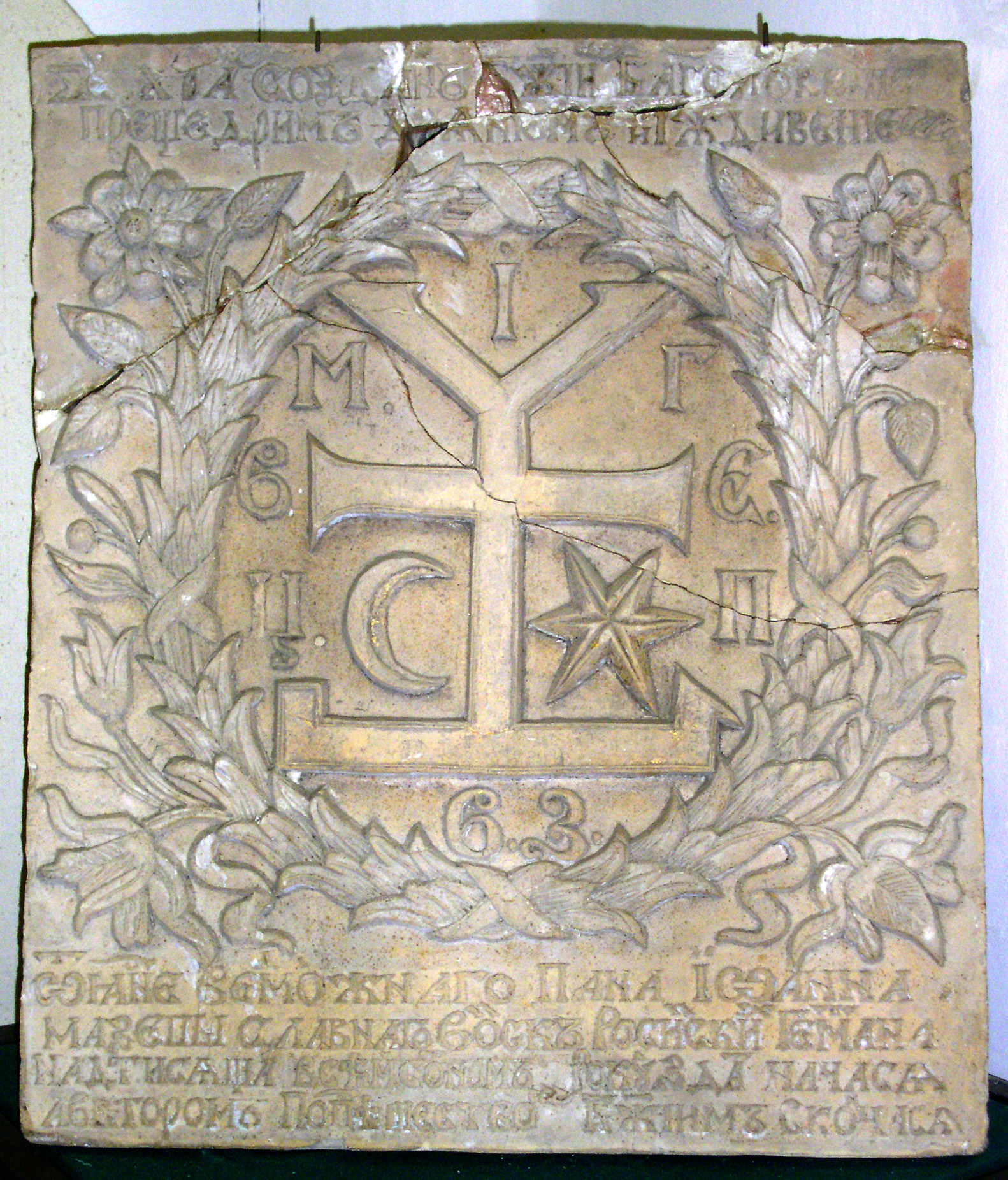
Закладна дошка з написом і гербом Івана Мазепи на будівлі колегіуму в Чернігові

Дитинство припало на час Хмельниччини й Руїни. Змалку мусив навчатися військової справи, їзди верхи, фехтування. Мати відправила на навчання до Києво-Могилянської колегії. У ній він здобув освіту, імовірно, у 1650—1657 роках, за часів ректорства Л. Барановича та Й. Галятовського, де 6 років вивчав поетику, риторику, латину та інші предмети. Добре володів пером, у хвилини дозвілля писав вірші, цікавився усіма видами літературної творчості; протягом життя опанував вісім іноземних мов. Крім української, російської та польської, вільно володів латиною (за спогадами французького дипломата Жана Балюза, «блискучим знанням цієї мови міг суперничати з кращими нашими отцями-єзуїтами»), говорив італійською та німецькою. Пилип Орлик свідчив, що Мазепа дуже добре знав і татарську, яку в ті часи знало багато козацької старшини. До певної міри знав французьку мову.
Закінчивши навчання, повернувся додому. Батько мріяв про велику кар'єру для свого сина, вислав його до двору короля Речі Посполитої, великого князя литовського і руського Яна II Казимира. Іван став королівським пажем, зумів швидко завоювати прихильність короля.

## На королівській службі
Ян II Казимир, син Сигізмунда III та Констанції Австрійської, був у близьких взаєминах із західними монаршими дворами, щороку висилав за кордон трьох талановитих юнаків шляхетського походження для покращення освіти. Мазепа потрапив до цієї трійки стажистів; відвідав Німеччину, Францію, Італію. У голландському місті Девентер він рік вивчав артилерійську справу.
1659 року повернувся до Речі Посполитої. Гетьманські клейноди привіз як гонець від короля у березні 1663 обраному гетьманом Павлу Тетері, які той відіслав назад (згідно зі статусом, їх мав привезти посол).
Познайомився зі справами українського населення (1660-ті роки), з лобістами українського питання в сеймі Речі Посполитої. У 1659—1665 роках король Ян-Казимир доручав Мазепі кілька різних дипломатичних місій (поїздки в Україну, Крим).

## Особисте життя

### Легенда про вигнання

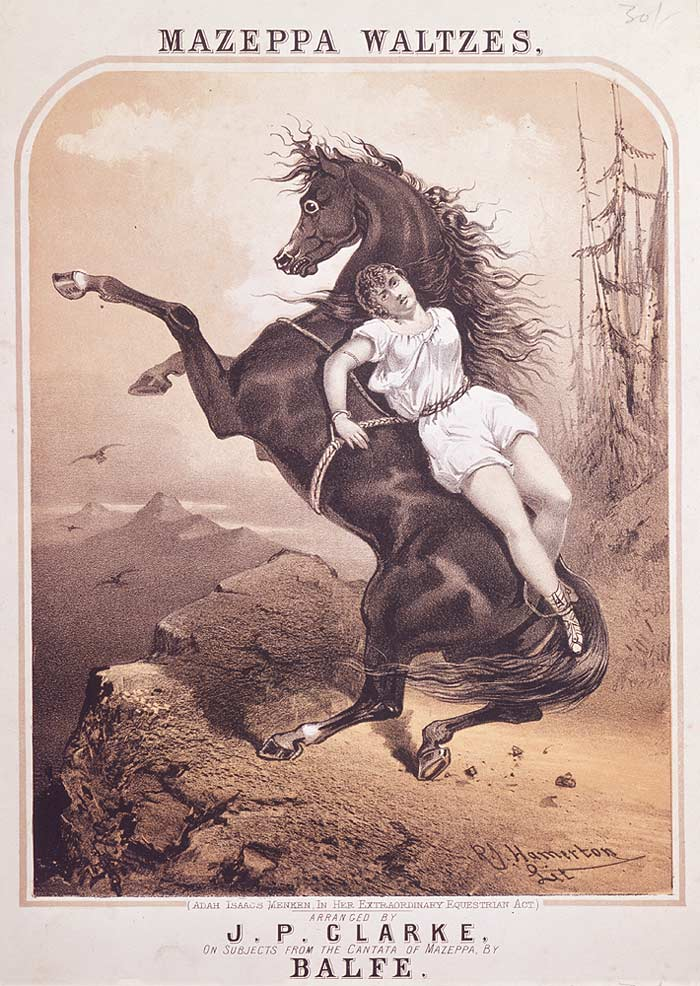
Рекламний плакат до кантати М. Балфе

Під час служби при дворі Яна II Казимира мав персональний конфлікт зі шляхтичем Яном-Хризостомом Пасеком, що ледве не закінчився дуеллю в королівських палатах. Ян-Хризостом Пасек згадував у своїх «Споминах» історію, яка стала популярною, хоча насправді, як більшість поетичних образів, ймовірно, далека від правди. Автор мемуарів оповів, що коханкою Мазепи була дружина визначного магната Речі Посполитої; коли її чоловік дізнався про це, наказав своїм служникам зловити винуватця, прив'язати голого до дикого коня та пустити степом. Історик Сергій Павленко, вивчаючи реалії 1660-х років, дійшов висновку, що, скоріш за все, 30-річний Мазепа був посередником у стосунках свого спонсора, білоцерківського старости князя Дмитра Вишневецького із одруженою Оленою Загоровською. Вона не могла розлучитися з нелюбом, бо католикам це заборонялося. Мазепа возив їй дорогоцінні подарунки не від себе, а від відомого у Польщі магната. Після навчання у Європі за спонсорські кошти він не міг мати стільки золота та срібла, аби задобрювати ним жінку та її слуг. Однак поширена про нього мемуаристом Яном Пасеком вигадка зіграла загалом позитивну роль у поширенні відомостей про складну долю українського правителя. Вона додала його біографії інтриги, неординарності. Тому він став героєм багатьох поем, п'єс, романів. Ця історія з усіма подробицями була дуже романтична і приваблива, сучасники перетворили її на епопею. Поети, художники та музиканти — Байрон, Гюго, Верне, Булянже, Ліст — скористалися нею у своїх творах, звеличили її героя, що став символом. Едґар Кіне порівнював нещасливу Францію до замученого Мазепи, перед яким простягалося славне майбутнє.

### Перша дружина
Історик Наталія Білоус знайшла цікаві документи, що підтверджують буття Івана Мазепи як невдалого орендатора сіл Свидники та Поповичі на Волині  у 1668—1669 рр. (у результаті навмисного підпалу 26 листопада 1668 р. господарчого двору, винниці, солодовні орендар зазнав збитків на 10000  польських злотих).Згідно з позовом березня 1670 р. Іван Мазепа з матір'ю проживали у селі Богушівці під Луцьком. Отже, служити у Петра Дорошенка він почав або того року, або навіть пізніше.
Після смерті батька Іван Мазепа успадкував посаду чернігівського підчашого.
Дослідники свідчать про зміни після 1670 року і в особистому житті Івана Мазепи, зокрема про перше одруження. Завдяки українському історику та етнографу Миколі Костомарову раніше вважалося, що його дружиною була старша за нього донька полковника Половця, вдова Ганна Фридрикевич, яка від першого шлюбу з генеральним осавулом Фридрикевичем мала двох дітей. Костомаров за підказкою історика Олександра Лазаревського висунув цю гіпотезу на основі усних переказів старожилів міста Конотопа про те, що у Івана Мазепи був пасинок Криштоф Фридрикевич.
За іншою версією, ім'я Ганна з'явилося через неправильний переклад повідомлення у гамбурзькому тижневику «Historische Remarques» від 1704 року, де містилася коротка згадка про смерть дружини Мазепи. У записі «auch die Gemahlin sebst Anno 1702 verstorben» дехто з істориків помилково угледів ім'я Ганна, знайшовши у записі підтвердження версії Костомарова. Проте «Anno» з латини перекладається як «рік» і в середньовіччі та ранньомодерні часи часто використовувалось в німецькій та інших західноєвропейських мовах (лат. Anno Domini — буквально «року Божого» чи «літа Господня»). Воно традиційно писалося перед роком, тож згадана фраза дослівно мала б лише означати: «сама дружина також померла в році 1702».
До останнього вважалося, що не зберіглося жодних документів, де б зазначалося ім'я дружини Івана Мазепи. Проте нещодавно на Афоні було знайдено пом'яник (інша назва синодик), де дружину Івана Мазепи названо Марією. Цей рукопис, що є переліком імен живих і померлих, був складений для того, щоб поминати їх в Афонському монастирі, і містить не один, а цілих два списки роду Івана Мазепи. В жодному з них Ганни немає, натомість в обох зразу ж за Іваном записано Марію (за церковною традицією за ім'ям чоловіка зазвичай писали саме ім'я його дружини).

## Служба у гетьмана Дорошенка
Орієнтовно з другої половини 1670 р. Мазепа вступив на службу до гетьмана Петра Дорошенка, що стало «переломним моментом» (Дорошенко) у житті та діяльності майбутнього гетьмана, який відтоді цілковито віддав себе українській державній справі.
У Дорошенка він був спочатку ротмістром надвірної корогви, себто командиром гетьманської гвардії, згодом (десь близько 1674 року) виконував обов'язки генерального писаря (так він називається у переговорах з представниками Московії, у царських листах). Брав участь у війні Дорошенка як союзника Османської імперії проти Речі Посполитої (похід до Галичини 1672 року). Дорошенко оцінив великі здібності («метикуватості й цікавості», як каже Величко) Мазепи, доручав важливі дипломатичні місії.

## Перехід до Самойловича
У червні 1674 року Дорошенко послав Івана Мазепу до Криму й Османської імперії, дав татарський ескорт, кілька полонених козаків із Лівобережжя, призначених у подарунок ханові та султанським достойникам. Під час подорожі біля річки Інгул Іван Мазепа потрапив до рук запорожців, які могли його вбити; кошовий отаман Іван Сірко впізнав Івана Мазепу й урятував. Коли гетьман Лівобережної України Іван Самойлович довідавшись про це, зажадав у Сірка видати йому Івана Мазепу, Сірко спочатку відмовив, але під тиском московитського уряду змушений був відіслати Івана Мазепу до Батурина (липень 1674 року). Досвідом у міжнародних справах, бездоганними манерами Іван Мазепа переконав Самойловича зробити його довіреною особою (призначив генеральним осавулом).

### Батуринський дипломат
Починаючи з 1676 року, Іван Мазепа практично щороку їздив з дипломатичними місіями до Московії. Він, виконуючи настанови гетьмана, переконував московських урядовців передати слобідські полки під управління Гетьманщини, не підписувати Вічного миру, який узаконював поділ України, ділився міркуваннями про економічні нововведення в автономії, давав поради, як краще організувати оборону Києва від ординців тощо. У ході переговорів у Посольському та Українському приказах батуринський дипломат мав зустрічі з царями, передавав їм дипломатичну пошту від Івана Самойловича.

### У боротьбі за Київську митрополію
«В останньому акті трагедії Української Церкви сильно завинив Іван Мазепа, будучий гетьман України: його підпис під незаконним обранням на Київського митрополита московського кандидата єпископа Гедеона Четвертинського стоїть між першими…– так підсумував події 1685—1686 роках Іван Огієнко. — Іван Мазепа сильно вислужився Москві, і щоб її задобрити, легко зробив як гетьманський представник незаконні вибори, і тим передав Українську Церкву Москві». Насправді ці твердження не відповідають дійсності.
Гетьман Іван Самойлович доручив генеральному осавулу Івану Мазепі як довірнику зайнятися організацією проведення церковного собору в липні 1685 року. За настановами з Московії українські духовні особи мали на ньому чітко заявити про відокремлення Київської кафедри від Константинопольського патріархату та обрати митрополитом місцевого архієрея. Незважаючи на такі орієнтири, собор сформулював неочікувані для государів та московських урядовців рішення про розв'язання згаданих церковних проблем лише канонічним способом. Делегати одностайно обрали митрополитом луцького єпископа Гедеона Четвертинського, який як кандидат на цю духовну посаду не сподобався московитським зверхникам. Іван Мазепа брав активну участь у переговорах з церковної проблематики у Москві, Батурині, Києві, Чернігові. Він, як і гетьман, обстоював українські інтереси в питанні належності Київської митрополії.
Усупереч бажанням Івана Мазепи, Івана Самойловича, провідних діячів Гетьманщини надати Гедеону Четвертинському титул екзарха Константинопольського патріарха, Київську митрополію захопили московитські попи із допомогою московського уряду шляхом підкупу, маніпуляцій, шантажу, фальсифікацій та силового тиску.

## Здобуття гетьманства
Булава гетьмана Лівобережної України до рук Івана Мазепи потрапила 1687 року внаслідок чергової антигетьманської змови генеральної старшини, інспірованої фаворитом тодішньої московської правительки Софії князем Василієм Голіциним; гетьмана Івана Самойловича позбавлено влади та заслано до Сибіру. Невдовзі сам фаворит потрапив в опалу, попрямував слідами Самойловича, втратила владу й Софія. Здавалося, за такого розкладу сил гетьманувати Мазепі залишилися лічені дні; у таких непевних умовах зумів втримати владу, істотно зміцнив власні позиції.
У старшини, що скинула Самойловича, були й інші, досить впливові кандидати — генеральний обозний Василь Борковський та полтавський полковник Прокіп Левенець. Перемогла кандидатура Мазепи, оскільки на той час вона була прийнятна окрім старшини, і для царського уряду, адже Мазепа мав впливові зв'язки в московських урядових колах.
Військова рада, яка відбулася 25 липня, мала лише формальне значення. Вжито було всіх заходів, щоб здійснити намічений напередодні план виборів — місце голосування було оточене тісним колом («у шість чоловіка») московського війська. Навколо козаків розставлено стрільців і рейтарів. На Раді присутні були тільки 800 кінних і 1200 піших козаків, тобто зовсім незначна частина козацького війська. Старшина, яка стояла в перших рядах, вигукнула ім'я Мазепи, а коли дехто спробував називати інші ім'я, їх «вмить угамували». Іван Мазепа був обраний на гетьмана України.
Мав тоді 50 років, був людиною з величезним життєвим та політичним досвідом. Обрання Мазепи пов'язане було з підписанням нових «Коломацьких статей» (основа — «Глухівські статті» Дем'яна Многогрішного 1669 року, з деякими додатками на користь Москви). Коломацькі статті були вироблені учасниками зміщення Івана Самойловича, претендентами на посади у гетьманському уряді 24 липня за активної участі та тиску Василя Голіцина. Іванові Мазепі не можна дорікати за те, що цей документ значно послаблював позиції Гетьманщини. Переговорний процес щодо вироблення статей старшини вели з Голіциним не як рівноправні договірні сторони, а як безурядові претенденти на посаду. Через це останні не могли принципово обстоювати свою точку зору і дуже перечити фаворитові царівни Софії. Саме його договірні тези мали пріоритет. Тому їх краще називати Голіцинські статті.
У них було застережено, що Україна не сміє порушувати вічний мир з Річчю Посполитою і повинна підтримувати добросусідські стосунки з Кримським ханством. Знову заборонено Україні мати дипломатичні стосунки з іншими державами. Окрім залог та воєвод, що були в Києві, Чернігові, Ніжині, Переяславі та Острі, московська залога мала стояти в гетьманській резиденції — Батурині — для постійного контролю над гетьманським урядом. Заборонялося «голосов испущать», що «Малороссийский край гетманского регименту», а тільки казати, що він належить до єдиної держави з Великоросійським краєм. Тому мусить бути вільний перехід з Москви в Україну. Гетьман і старшина повинні дбати про зміцнення зв'язків між двома народами.

## Гетьманство

Сторінка з «Апостола» 1695 року з титулом Івана Мазепи.

Метою Мазепи як гетьмана Війська Запорозького було об'єднання козацьких земель Лівобережжя, Правобережжя, Запоріжжя і, якщо можливо, Слобожанщини й Ханської України в складі єдиної Української держави під гетьманським реґіментом, встановлення міцної автократичної гетьманської влади у становій державі європейського типу зі збереженням традиційної системи козацького устрою.
Ревний заступник православ'я, Мазепа надав кошти на будівництво в усій Гетьманщині низки соборів, споруджених у стилі українського бароко. Загалом за роки його правління зведено понад 200 церков, з них 45 під безпосереднім патронатом володаря булави. Слід зазначити, що цей великий комплекс робіт забезпечувався здебільшого з гетьманської скарбниці. Тобто зібрані від податків кошти гетьман вкладав у розбудову Києво-Печерської лаври, будівництво великого муру довкола неї та інші церковні проєкти. Заходами Івана Мазепи Києво-Могилянський колегіум набув статусу академії (тоді відомої як «Могило-Мазепинська») (завдяки матеріальній підтримці гетьмана було споруджено нові корпуси, збільшено кількість спудеїв до 2 тисяч).
Як і Богдан Хмельницький та Іван Самойлович, Мазепа поставив особу гетьмана на рівень державного володаря, монарха.
| Цікаво, що в «Апостолі» 1695 року було зазначено, що видання книги «За Щасливого Владіння ЇХ Царського Присвітлого Величества обох сторон Дніпра Войск Запорожских Гетьмана, Благородного ІВАННА СТЕФАНОВИЧА МАЗЕПИ друком новим відбулося». |
У народі до сьогодні побутує знана приказка: «від Богдана до Івана не було Гетьмана». Свою владу ототожнював з могутністю держави; найрішучіше допомагав козакам запорожцям (що виборювали право на освоєні території України), карав старшин які посилали донос за доносом цареві у Московії. У зовнішній політиці старався мати добросусідські відносини з Річчю Посполитою, Кримським ханством, Османською імперією. Мав таємні контакти з високопосадовцями цих країн.. Посилав таємні місії з проханням допомогти звільнитися від  опіки Москви в 1690-1693 рр. в Польщу, Крим. Боротьба з Московією видавалась на той час безнадійною, тому тривалий час просто продовжував лінію Івана Самойловича, спрямовану на забезпечення максимально можливої автономії.
Спирався головним чином на старшинські роди, що свого часу емігрували з Правобережжя, та найманців. За опозицію мав колишніх прихильників Самойловича (здебільшого усунутих з провідних посад), запорожців та південні полки. Останні, окрім глибинних соціально-орієнтованих причин, мали ще і значні амбіції свого полковника щодо гетьманської булави.
Протягом правління гетьмана в Гетьманщині не відбулося жодного протестного повстання проти володаря булави. Так зване «повстання Петрика» козацька спільнота не підтримала. На його заклик повстати проти старшини, яка «смокче народну кров» і «визволити нашу батьківщину Україну з-під влади Москви», відгукнулися лише кримські татари (замість допомоги вони стали грабувати населення, що завдало безповоротних репутаційних втрат «ватажку»). Про «бунти» 1708 року гетьман доповідав царським урядовцям навмисне, аби залишки гетьманського війська не були відправлені до Смоленщини. Про це пізніше розповіла у ході допитів старшина, яка потрапила у полон після Полтавського бою.

### Зовнішня політика
Завдяки дипломатичному хисту зумів налагодити стосунки з царівною Софією, фактичним керівником московського уряду князем Голіциним, з їхнім наступником — царем Петром І, що врятувало Україну від можливих руйнацій після державного перевороту на Московії у 1689 року.
Усупереч забороні міжнародних дипломатичних зносин, зафіксованої в «Коломацьких статтях» — угоді між Україною та Московією, підписаною під час обрання Івана Мазепи гетьманом, мав численні зв'язки з монархічними дворами Європи, зокрема, Веттінів у Речі Посполитій, Ґіраїв у Криму, інших.
З метою оборони південних кордонів побудував фортеці на півдні України, зокрема, Новобогородицьку та Новосергіївську на річці Самара.
Прагнув знайти опору серед козацької старшини Лівобережної України, дбав про забезпечення її представників маєтностями (гетьманські універсали Василеві Борковському, Прокопові Левенцю, Михайлові Миклашевському, Іванові Скоропадському тощо). Захищав інтереси простих козаків, посполитих (зафіксовано універсалами від 1691, 1692, 1693, 1701 років тощо), в яких регулювалися питання оподаткування, відробіток («панщина»). Вихований у принципах меркантилізму, Мазепа різними способами сприяв розвиткові економіки держави, насамперед промислового виробництва, торгівлі.

### Господарство

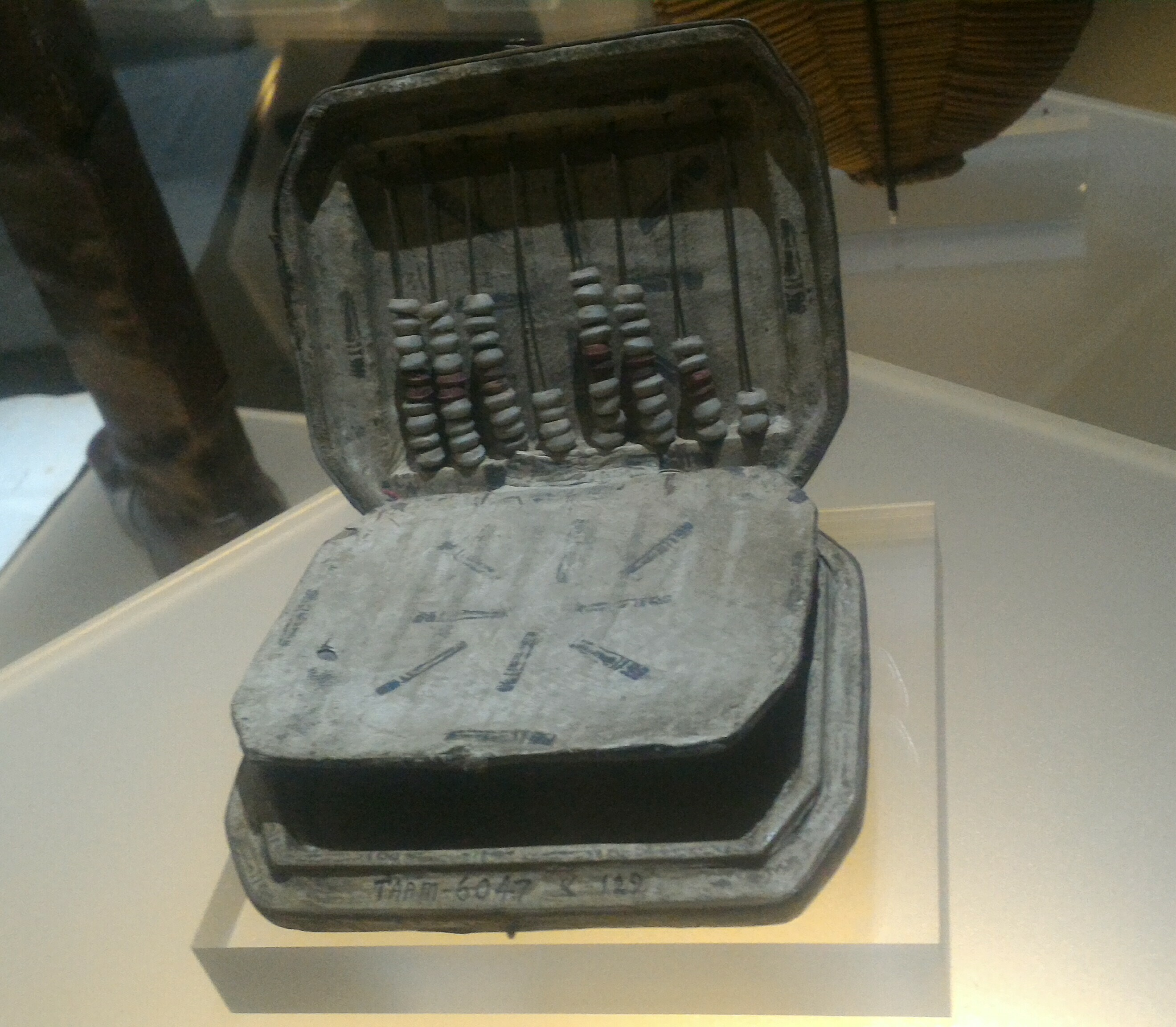
Особиста рахівниця Івана Мазепи

Українське господарство в добу Мазепи пережило піднесення. Поширилися торговельні зносини також з Кримським ханством, Чорноморсько-Дунайськими країнами, Угорщиною, Польщею, Литвою. Грецією. Зросла і внутрішня торгівля, зокрема торговельний обмін між північчю й півднем Гетьманщини, між Гетьманщиною і Запоріжжям та Слобожанщиною, між Лівобережжям і Правобережжям.
Наприкінці XVII століття дуже розвинулися галузі промисловості, які вимагали спеціального технічного досвіду та устаткування, і більших грошових вкладів.
Відомо 14 Універсалів Мазепи про виділення Українській шляхті земель під устаткування рудень, селітряних заводів, ковальських цехів. Зокрема, Універсалом від 9 лютого 1688 року Гетьман Іван Мазепа підтвердив маєтності Межигірського монастиря, серед яких є «рудні», Універсалом від 9 травня 1690 року він дозволив стародубівському полковникові Михайлові Миклашевському побудувати дві рудні. Універсалом Івана Мазепи від 26 березня 1701 року архієпископові чернігівському і новгородському у посесію надано Неданчицьку рудню.

#### Суспільство
Внутрішня політика гетьмана Мазепи була безпосереднім продовженням політики Самойловича. Провадилася іншими темпами, подекуди іншими методами, сприяла зростові козацької старшини, зміцненню її економічної бази, соціального становища, перетворенню її на зверхній стан Гетьманщини (провідну верству Козацько-Гетьманської держави).
«Центральна українська адміністрація та гетьманський двір часів І. Мазепи, – як зазначає історик В. Кононенко, – були зацікавленими в розвитку Гетьманщини. Вони відстоювали корпоративні інтереси еліти, що виливалося у захист «прав і вольностей», підтримували поширення влади українського правителя на інші території, підштовхували розвиток бюрократичного апарату, виступали за збільшення регулярного війська, опікувалися церковними проблемами, освітою, наукою тощо. Тому не дивно, що майже всі проекти мазепинської модернізації в наступні після «нещасливого шведського року» десятиліття продовжували впроваджуватися у життя як українською, так й імперською адміністраціями»
Політика Українського уряду щодо козацтва за часів гетьманування Івана Мазепи була цілком ясна і послідовна. Козацтво на Гетьманщині вважалося тоді дуже поважною силою (і як заможна сільська верхівка, і як головний військовий резерв держави). У руках козацтва були чималі площі землеволодіння, важливі господарські угіддя, млини, ґуральні, інші промислові й торговельні заклади, а головне — права і вольності, здобуті «шаблею козацькою» за Богдана Хмельницького.
Розвиток торгівлі та промисловості за часів Івана Мазепи сприяв зростанню міст, зокрема його купецької верстви. У зв'язку з тим відбувалися чималі зміни в соціально-економічному житті міст Гетьманщини.
Селянство в часи Івана Мазепи становило більшість населення України. За часів Івана Мазепи припинилось закріпачення селян, на відміну від московії. Селяни, по-перше, ще не втратили юридичні права на землю, і якщо право займанщини вже переставало братися до уваги як право власності, то письмово оформлені документи підтверджували таке право беззастережно. Значно пізніше, через десятиліття, в другій половині XVIII століття такі письмові угоди селян перестали визнавати за юридичні документи, якщо земля, на якій вони жили, була повторно роздана конфідентам верховної влади, по-друге, навіть там, де селяни жили на землі державців, вони повністю зберігали за собою право вільного переходу на нове місце проживання, з правом забрати своє рухоме майно, але досить часто продавали й землю, яку вони обробляли, і яка формально-юридично належала державцям, що ставало причиною багатьох конфліктних ситуацій, як це засвідчують документи тих часів.
Натомість існує лише один документ, універсал Мазепи, вписаний до полтавських актових книг (і з огляду на відсутність оригіналу точна передача змісту його може викликати сумніви), що стосується Полтавщини, де селянам заборонялись селянські переходи, та попри те, що в тисячі інших універсалів Івана Мазепи такого немає, а навпаки, в них досить широко віддзеркалюються вільні переходи селян від одних державців до інших, в українській історіографії традиційно широко використовуються посилання лише на зазначений вище універсал у роботах, які стосуються соціально-економічного становища України за часів Івана Мазепи, що фатально спотворює дійсний правовий статус селянства тих часів, все робилося і продовжує місцями відбуватись з метою дискредетації Івана Мазепи владою московії.
Матеріальне становище селянства почало помітно погіршуватися за часів Північної війни, коли воно було сильно обтяжене розквартируванням у Гетьманщині багатьох московських полків унаслідок тотальної мілітаризації московського царства петром І, годувати голодних московських солдатів та утримувати коней драгунів мало за свій кошт Українське населення, сталося це після Полтави, вже за Скоропадського, мляві спроби якого протидіяти цьому були надто анемічними, щоб московія взяла їх до уваги, хоч до закінчення Північної війни у нього були деякі дипломатичні можливості, щоб послабити та відтермінувати цей тягар, спричинений брутальним порушенням царським урядом автономних прав Української Гетьманщини.

#### Розвиток культури
Важливий був вклад гетьмана Мазепи у духовне життя України-Гетьманщини: за його гетьманування воно досягає особливого піднесення, напруження та розквіту, у всіх галузях Української культури — в освіті, науці, літературі, мистецтві.
Був великим меценатом культурних починів і будов в Україні. Найбільш вражає в часи Мазепи розвиток образотворчого мистецтва, головно архітектури. У добу Івана Мазепи відроджується Київ як духовий центр України. Мазепинська доба створила свій власний стиль: виявився в образотворчому мистецтві, літературі, цілому культурному житті гетьманської України. Це було Українське бароко — близький родич західноєвропейського — глибоко національний стиль, який мав своє найвище завершення в часи Івана Мазепи.

### Відносини з Московією
1689 року у результаті палацового перевороту до влади у Москві прийшла партія Наришкіних, яка усунула від керування царівну Софію і надала владні повноваження юному Петру І. Хоча багато істориків бездоказово оголосили «велику дружбу» з того часу між царем та І. Мазепою, та насправді такої не було. Відразу у 1689 р. переможці перевороту направили в Гетьманщину своїх ревізорів для здійснення фінансової ревізії опису майна, коштів скинутого І. Самойловича. Оскільки у 1687 р.   згадане гетьман «справедливо» поділив між російськими урядовцями та Батурином на користь останнього, то, ясна річ, він почувався незатишно.Саме це, а також дії опозиціонерів гетьмана (гадяцького екс полковника  Михайла Васильовича, що перебував тоді в російській столиці) змусили його шукати контактів з верхівками Криму, Польщі.
Стосунки царя та гетьмана не виходили за традиційні рамки співпраці сюзерена із васалом. І. Мазепа при цьому старався саботувати військові походи як на Крим, так і на Прибалтику. Полки виходили на військові кампанії у мінімальному складі, часто запізнювалися, самовільно поверталися додому. Саме завдяки такій тактиці у 1690-х роках були провалені наміри Петра І завоювати Кримське ханство. Відомо, що Борис Шереметєв, командуючий російськими угрупованнями, що йшли розгромлювати кримців, першим з росіян побачив Мазепу як саботажника.Про це він інформував царя та урядовців, а потім був організатором невдалої спроби зміщення гетьмана у 1701 р..Теза російської історіографії про «20 років вірнопідданої служби»  гетьмана спростовується й знаменитою його «Думою», написаною  ним в 1690-х роках. Рядки її виразно закликають до повстання,а не до вірної служби царю: «Ей, панове єнерали, Чому ж єсьте так оспалі!
І ви, панство полковники, Без жадної політики, Озмітеся всі за руки, Не допустіть горкой муки
Матці своїй больш терпіти!
Нуте врагов, нуте бити!
Самопали набивайте, Острих шабель добувайте, А за віру хоч умріте, І вольностей бороніте!
Нехай вічна буде слава, Же през шаблі маєм права!»
Немає сумніву, що Іван Мазепа був відомою постаттю далеко поза межами України.
У 1707 році гетьману цісарем Йосифом І надано титул «Князя Святої Римської Імперії». Згідно з австрійським архівом зберігся лист Івана Мазепи до цісаря Йосифа I, що находиться в «Райхсадельсамт» Австрійського Державного Архіву у Відні. У цьому, по-німецькому написаному листі до цісаря, Мазепа згадує на вступі про свої заслуги у війнах проти турків, зокрема про участь по стороні «Святої Ліги», яку то в 1684 року був зорганізував його батько Леопольд I, проти Оттоманської Порти. Далі Іван Мазепа пише про своє становище та владу яку він виконує як гетьман України, посилаючись на факт, що «Його Цісарський Маєстат», зволівши надати княжий титул Меншикову, не відмовить у проханні також його наділити княжим титулом. Згідно з урядовими замітками на останній сторінці Мазепиного листа, за вказівкою цісаря та за підписом князя Шенборна, 1 вересня 1707 року Мазепі надано титул «Князя священної Римської Імперії»
Завдяки довірливим стосункам із царем Іван Мазепа зміг скористатися великим козацьким повстанням, що вибухнуло на підлеглому полякам |Правобережжі в 1702 року Після того як цей район знову було заселено, шляхта Речі Посполитої спробувала вигнати звідти козаків. Джерела підтверджують, що І. Мазепа фінансував правобережне козацтво, його ватажків, забезпечував їх зброєю, саме він організував на Правобережжі повстання, аби зайняти цю Українську територію. Незабаром перед повстанцями впали такі твердині Речі Посполитої, як Немирів, Бердичів та Біла Церква (див. Облога Білої Церкви (1702)). З утечею на захід шляхти Речі Посполитої, схоже, було на те, що розгортається щось на зразок зменшеного варіанту 1648 року (див. Хмельниччина). Однак 1702 року полякам удалося відвоювати значну частину втрачених земель і взяти С. Палія в облогу в його «столиці» Фастові. Саме в цей час у Річ Посполиту вдерся найбільший ворог Петра І — король Швеції Карл XII. Скориставшись замішанням, Іван Мазепа переконав царя дозволити йому зайняти Правобережжя. Знову обидві частини Наддніпрянської України були об'єднані. На вимогу царя та урядовців Речі Посполитої Іван Мазепа арештував С.Палія, з яким у нього у той момент теж не склалися стосунки (полковник зловживав алкоголем і не підкорявся наказам володаря булави).
21 квітня 1708 року Василь Кочубей і Іван Іскра подали Петру донос з 25 статей на Івана Мазепу, але цар не повірив і наказав стратити донощиків.
У Москві Іван Мазепа мав власний дім, архітектором якого, можливо, був Іван Зарудний.

#### Справа Кочубея й Іскри

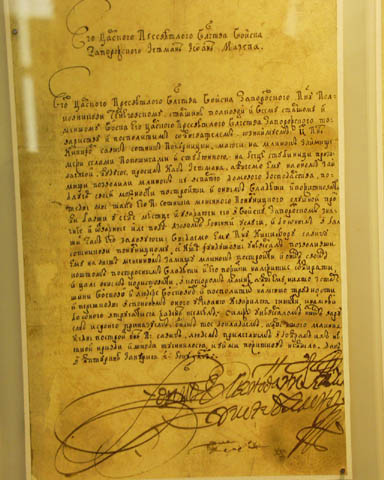
Універсал Мазепи

- 1 стаття. 1706 року, в Мінську гетьман говорив на самоті, що княгиня Дольська, родичка Станіслава Лещинського, запевняла його, що король Станіслав бажає дати Запорозькому війську бажану волю.
- 2 стаття. Того ж року Іван Мазепа погано говорив про литовського гетьмана Огінського, союзника московського цара.
- 3 стаття. Почувши, що король Август покинув Польщу і поїхав у Саксонію до шведського короля, Іван Мазепа радів з цього приводу.
- 4 стаття. 1707 року почувши, що коло Пропойська розбите царське військо, гетьман, спитав у Кочубея пошепки чи правдива ця новина.
- 5 стаття. Того ж року в Батурині, за обідом, Іван Мазепа сказав що дістав новину про поразку царського війська, і потім дуже сміявся з цього. Потім пив за здоров'я княгині Дольської.
- 6 стаття. Потім через тиждень Мазепа говорив Кочубею: «Я просив у царя війська для захисту Києва й України, він відмовив, і нам доведеться шукати дружби в короля Станіслава».
- 7 стаття. 17 травня того ж року я просив дозволу віддати свою доньку за сина Чуйкевича, але Мазепа порадив мені віддати її за польського шляхтича, бо скоро з ляхами побратаємося.
- 8 стаття. 28 травня сербський єпископ Рувим говорив, що гетьман журився і жалівся йому, що государ Україну обтяжує.
- 9 стаття. 29 травня гетьман за обідом говорив: «Москва хоче взяти в тяжку неволю всю Україну».
- 10 стаття. Гетьман запрошував до себе єзуїта ксьондза Зеленського. Як відомо, цей єзуїт завжди говорив не боятися шведів і підтримувати їх. Чого б то Мазепі його запрошувати, якби він не мав злих намірів?
- 11 стаття. Полтавський писар Олександр Чуйкевич говорив, що він заходив до гетьмана, але двері були зачинені й гетьманський слуга сказав: «Гетьман з полковниками читає гадяцький договір гетьмана Виговського з поляками».
- 12 стаття. В грудні 1707 року приїжджав в Батурин шведський канцелярист Кікін і Мазепа зібрав 300 озброєних компанійців захищати його.
- 13 стаття. На Різдво 1708 року приїжджав до гетьмана вищезгаданий Зеленський і гетьманський писар Пилип Орлик проводив його до гетьманського хутора під Бахмачем.
- 14 стаття. Мазепа говорив, що якщо хтось з полковників не піде разом з ним, то того він ув'язнить в тюрмі без милосердя.
- 15 стаття. Мазепа часто посилає козаків Кондаченка і Биєвського з усними дорученнями до хана й аккерманських татар.
- 16 стаття. Одного разу, коли Мазепа підгуляв, то почав вихваляти зрадників Виговського і Брюховецького: «Вони хотіли б вибитися з неволі, та злі люди їх до того не допустили, і ми хотіли б далі дбати про свою непорушність і волю, та ще способів до того не маємо…».
- 17 стаття. Одного разу гетьман говорив полковникам: «Ви думаєте, що я хочу віддати гетьманство Войнаровському; я сього не бажаю; вільно вам буде вибирати гетьманом кого схочете. Коли між вами є той, хто міг би свою батьківщину захищати, я тому уступлю; коли ж бажаєте залишити на мені цей тягар, то слухайте мене. Доведеться нам, умовившись і постановивши свій намір, братися за шаблі.»
- 18 стаття. Мазепа тримає при собі слуг-поляків і посилає їх без царського на те указу.
- 19 стаття. Государ наказував дивитись щоб люди не переселялися з Лівобережжя на Правий берег, але Мазепа нічим їм не перешкоджає.
- 20 стаття. На Коломацькій раді постановлено, щоб українці наближалися до великорусів, а гетьман того не допускає і Україна щораз віддаляється і чужіє.
- 21 стаття. Усі міста українські не укріплені й сам Батурин 20 літ стоїть без поправки. Люди кажуть, що так робиться в тій цілі, щоб міста не могли захищатися.
- 22 стаття. Коли до гетьмана прийшла звістка, що запорожці з Петриком піднялися з татарами проти московитів, Мазепа сказав: «Нехай би ці ледарі робили те, що мають робити».
- 23 стаття. Одна близька до Мазепи особа говорила про татар: «Ці люди нам скоро знадобляться».
- 24 стаття. Гетьман говорив львівському міщанинові Русиновичу: «Щоби тільки Бог дав мені сили і здоров'я, котре ослабло, я прихильний полякам. Бачу, що цар образив Польщу, але й Україну від сильно обтяжив».
- 25 стаття. Гетьман самовільно орудує військовою скарбницею, роздає землю своїм прихильникам. Наприклад, помер полковник Солонина, то Іван Мазепа віддав його села генеральному обозному Дуніну-Борковському, не залишивши нічого нащадкам полковника Солонини.

## Північна війна
На початку XVIII століття у стосунках із царем з'являється напруженість. 1700 року вибухнула Велика Північна війна.. Петро І, взявши до уваги доповідну Б. Шереметєва про ненадійність І. Мазепи, у 1700–1703 рр. фактично відсторонює його від управління козацькими військами під час походів. Усі вони мали вирушати на військові кампанії під очільництвом наказних гетьманів, які у свою чергу  підпорядковувалися російським генералам.
У виснажливій боротьбі за володіння узбережжям Балтійського моря головними супротивниками виступали московитський цар і 18-річний король Швеції Карл XII — обдарований полководець, але кепський політик. Зазнавши ряду катастрофічних поразок на початку війни, Петро І (палкий прихильник західних звичаїв) вирішив модернізувати армію, управління, суспільство взагалі. Значно зміцнювалася централізована влада, пильніше контролювалися всі ділянки життя, скасовувалися також «застарілі звичаї». В межах цієї політики під загрозу потрапляла гарантована 1654 року традиційна автономія Гетьманщини.
Під час війни цар висунув перед Українцями нечувані раніше вимоги (замість захисту своєї землі від безпосередніх ворогів — поляків, татар, османів, вони були змушені битися зі шведськими арміями у далекій Лівонії, Литві, Центральній Польщі). Після 1704 р. деякі українські полки поверталися з півночі, зазнавши втрат, що сягали 50, 60, 70 % складу. Намагаючись узгодити дії своїх військ, Петро І поставив на чолі козацьких полків московитських і німецьких командирів, моральний дух козаків занепав. Чужоземні офіцери ставилися з презирством до козацького війська (вважали гіршим, часто використовували просто як гарматне м'ясо). Коли поповзли чутки про наміри царя реорганізувати козаків, старшина, положення якої було пов'язане з військовими посадами, занепокоїлася.
Війна викликала ремствування серед Українських селян, міщан: скаржилися, що в їхніх містах, селах розмістилися московитські війська, які завдавали утисків місцевому населенню. «Звідусіль, — писав цареві Іван Мазепа, — я отримую скарги на свавілля московитських військ». Гетьман став відчувати загрозу, коли пішли поголоси про наміри царя замінити його чужоземним генералом чи московитським вельможею.
Головними причинами виходу з-під московського «протекторату» Іван Мазепа називав неспроможність московитів забезпечити військовий захист Українських територій, порушення Української адміністративної автономії та владної вертикалі в Гетьманщині, плани щодо реорганізації її соціального та політико-адміністративного устрою і примусового переселення Українців на інші землі.

## Союз із Королівством Швеція
Ще у 1702 р.   російська дипломатична служба доповідала в Посольський приказ з Відня: "Киев и козаки – верны ль они нам?.. А здесь о том подлинно известны, что Республика (Річ Посполита.) и кардинал с казаки черкаскими и трактаты учинили, вольность и шляхетство им обещают".Вже  у 1705 р. почалися таємні контакти Батурина через посередництво польської верхівки з  шведським урядом. Шведський канцлер К. Піпер 21 вересня надіслав польському королю листа:«Найясніший та наймогутніший королю! Після отримання вашого листа не мав я нічого більш важливого, аніж пильно й із усією точністю передати священній королівській величності, пану моєму милостивому суть описаної вашою величністю справи з гетьманом козаків паном Мазепою. А позаяк священна королівська величність охоче годиться до усього, що сприяє благополуччю вашої величності, то й у цьому ділі він не заперечував проти надання гарантії, котру заради своєї безпеки попросив пан Мазепа, щоб тільки листовно або через надійного посланця він сам про це бажання сповістив священну королівську величність, а також заявив би про серйозність свого наміру перейти на сторону вашої величності. Отже, за цих тільки обставин, тобто якщо священна королівська величність буде краще знати, на чому ваша величність вирішила постановити з паном Мазепою, а також як ці дві речі буде зроблено, тоді священна королівська величність висловлює готовність завірити вищеназваного гетьмана в тому, що захистить не тільки його самого, його статки й честь, але й прийме під свою опіку також і його вірних друзів. Про що повідомивши вашій милостивій величності за наказом свого короля, я залишаюсь навіки з повагою»
Невдовзі він отримав відповідь від  польського короля Станіслава Лещинського:
«Щодо новини, яку я маю від Мазепи на цей момент, то повідомляю про неї Його Величності через Подавача цього листа, коли він матиме честь сказати Нашій Ясновельможності про те, про що говорить Прохач, котрий хоче посприяти своєю владою для того, щоб одна така велика праця була повністю завершена».
Пізніше таємні контакти зі шведською стороною гетьман вів через посередництво  з рідною тіткою С. Лещинського,  польською княгинею Ганною Дольською
Ще на початку 1707 року відбулася подія, яка згодом вивела з рівноваги гетьмана та його оточення. Цар-"реформатор" 10 лютого підписав іменний указ «Про приєднання Києва та інших Черкаських міст до відомства білгородського розряду». Гетьманські урядовці у 1707 року були поставлені перед фактом наміру створення на базі Гетьманщини Київської губернії, передачі за настирливими зверненнями польських союзників царя Правобережжя України Польщі. Невдоволення цими рішеннями Москви спровокували опозиційні настрої, потаємні зібрання старшин (осінь 1707 року, Києво-Печерська лавра), бажання змістити поступливого царю гетьмана. Похід Карла ХІІ детонував активність старшини. Частина її на чолі з В. Кочубеєм прагнула розв'язати кардинальні проблеми Гетьманщини за допомогою перезавантаження владної команди. Зміна гетьмана на Данила Апостола могла б змусити московитським урядовців перед загрозою війни дати задній хід реформаціям і піти на поступки гетьманській верхівці, залишивши все без особливих змін. Донос В. Кочубея та І. Іскри не розв'язав завдань, які ставили перед собою опоненти Івана Мазепи: Петру І ніколи було напружуватися і заглиблюватися в їхні аргументи у час, коли шведи вже вирушили у похід і треба було негайно зайнятися справою зустрічі противника, московське командування, віддаючи Іванові Мазепі на страту донощиків, водночас виводило з-під управління гетьмана козацькі полки у розташування московських військ. Фактично Український правитель місяць за місяцем з наближенням шведів позбавлявся військового потенціалу, з яким було легше б визначатися у тому лихолітті.
У травні 1708 року у Білій Церкві старшини з гетьманом клялися на Євангелії бути заодно у боротьбі за Вітчизну. Про опозиційність верхівки гетьманського уряду засвідчують донесення Францишка Грабі, резидента-представника великого коронного гетьмана Речі Посполитої Адама Сенявського при дворі гетьмана Івана Мазепи, до свого патрона.
Реалії жовтня 1708 року були не на користь партії змовників, що прагнули відокремити Україну від московії: каролінці пішли не на москву, а на Стародубщину; під управлінням гетьмана залишилося 5 городових козацьких полків, 2 компанійських та 5 сердюцьких полків (разом до 12000 козаків). Більшість факторів вказувало на приреченість повстання проти царя. Але побоювання, що московитські урядовці затіяли таємну гру, аби виманити гетьмана та його однодумців у польову штаб-квартиру для арешту, зрештою вплинуло на визначення верхівки Гетьманщини. Вони вирішили іти на зближення зі шведським військом.
25 жовтня гетьман переправляється через Десну за 4–5 кілометрів від Коропа, біля села Оболоння. Разом з ним були його однодумці й наближені: генеральний обозний Іван Ломиковський, генеральний суддя Василь Чуйкевич, генеральний писар Пилип Орлик, генеральні осавули Михайло Гамалія та Дмитро Максимович, генеральний бунчужний Федір Мирович, генеральний хорунжий Іван Сулима, миргородський полковник Данило Апостол, прилуцький — Дмитро Горленко, лубенський — Дмитро Зеленський, чигиринський — Костянтин Мокієвський, корсунський — Андрій Кандиба, компанійські полковники Юрій Кожуховський, Андріяш Малама, Гнат Галаган, сердюцький — Яків Покотило, писарі Яків Гречаний, Михайло Ломиковський, Самійло Величко, Іван Максимович, небіж Андрій Войнаровський, канцелярист Антонович та інші знатні товариші.
Із собою на другий берег Десни Іван Мазепа взяв лише до 1500 старшин, компанійців і козаків (у Батурині був залишений гарнізон гетьманців  в 10000 вояк).
30 жовтня 1708 року І. Мазепа писав у листі І. Скоропадському з Дігтярівки, що у Гірках Карл ХІІ «нас утвердив і упевняв своїм ніколи не змінним королівським словом і даною на письмі асекурацією». Це спростовує думку російського історика В. Куликової про те, «ніхто не згадує про будь-які домовленості, підписані під час цих зустрічей, з чого можна зробити висновок про їх укладення раніше».
Оригінали союзницької угоди не збереглися. До нас дійшли лише копії договірних статей 1710—1711 років, а також рукопис П. Орлика «Вивід прав України», знайдений істориком Ільком Борщаком і опублікований у 1925 році у Львові. У ньому також вміщено текст угоди між Україною і Карлом ХІІ:
| 1. Й. К. В. зобов'язується обороняти Україну і прилучені до країни козаків землі й негайно вислати туди задля цього помічні війська, коли вимагатиме того потреба і коли помочі цієї проситимуть князь і Стани. Війська ці, вступаючи в країну, будуть під командою шведських генералів, але під час операцій на Україні Й. В. довірить керування ними князеві та його наступникам і це триватиме доти, доки Україна потребуватиме того війська, котрому Й. К. В. видаватиме платню, а козаки постачатимуть хліб і харчі. 2. Все, що завоюється з бувшої території Московщини, належатиме на підставі воєнного права тому, хто цим заволодіє, але все те, що — як виявиться, належало колись українському народові, передається й задержиться при українськім князівстві. 3. Князь і Стани України, згідно з правом, яким досі користувалися, будуть заховані і вдержані на всім просторі князівства і частин, прилучених до нього. 4. Іван Мазепа, законний князь України, жодним способом не може бути нарушений у володінні цим князівством; по його смерти, яка — треба сподіватися — не наступить ще довго, Стани України заховають всі вольності згідно з своїми правами та стародавніми законами. 5. Нічого не зміниться в тому, що досі зазначено, щодо герба й титулу князя України. Й. К. В. не могтиме ніколи присвоїти цей титул і герб. 6. Для більшого забезпечення як цього договору, так і самої України, князь і Стани передадуть Й. К. В. на весь час, поки тягтиметься ця війна, а з нею й небезпека, деякі з своїх городів, а саме: Стародуб, Мглин, Батурин, Полтаву, Гадяч. |
За всіма ознаками, це є справжній документ, який був вироблений 29–30 жовтня 1708 року в Гірках.
Петро І вирішив жорстоко покарати Мазепинців. До Батурина, гарнізон якого складався 1-2 листопада з 6000 городових козаків + 2000 сердюків + 500 засеймців + 1000 чоловік Батуринської сотні + до 500 гармашів, пушкарів, палубників, було стягнуто 14 полків корпусу О. меншикова, дивізія Р. Боура, два полки І. Анненкова, 5000 стрільців київського воєводи Д. Голіцина.Загалом цей контингент складав до 30 000 військовиків.О. меншиков не шкодував своїх солдат, посилаючи їх на смерть при штурмі 1 листопада. Цього дня  та наступного  загинуло від 2000 до 3000 росіян, що більше, ніж під час Полтавського бою (1344).
2 листопада 1708 року Батурин був взятий вночі завдяки тому, що московські стрільці, які постійно були при гетьманах І. Самойловичу, І. Мазепі, добре знали всю підземну інфраструктуру  Батуринської фортеці. Вони проникли таємними лазами  до міста та забезпечили відкриття вхідних воріт веж. Практично усі оборонці були винищені. Лише 1000 захисникам вдалося врятуватися.
10 листопада 1708 р.  гетьман звернувся з своїм універсалом до українського народу. У ньому він виклав причини  відходу від  царя та союзу зі шведами.
У листі  від 23 листопада 1708 р. до полтавського полковника І. П. Левенця володар булави прохав його не піддаватися на московські агітаційні провокації. Російська похідна штаб-квартира поширювала проти гетьмана різноманітні плітки, фейки, ніби він  продав Україну польському королю.Навіть  відомі історики М. Костомаров, Т. Таїрова-Яковлева, Т. Чухліб сприйняли як правду  виготовлені російським командуванням фальшивки про те, ніби гетьман намагався видати Карла ХІІ царю. Нині  ця брудна інсинуація детально спростована  у відповідній історичній літературі як  спроба посварити володаря булави зі  шведським королем.
Важливим джерелом для розуміння ідеології мазепинців є універсал І. Мазепи до жителів України  від кінця лютого 1709 р.
Поширений міф про те, що ніхто далі не підтримав Мазепинців, не відповідає дійсності.
У квітні 1709 р. до Мазепинців прийшло близько 7600 запорожців (за підрахунками Д. Яворницького, у кошового К. Гордієнка було 38 куренів по 300, 200, 150 козаків, що в середньому й становить таку кількість). Барділі вказує, що до Мазепинців приєдналося 8000 запорожців.
Шведський перебіжчик Леон Івашкеєвич  свідчив 17 червня 1709 року на допиті, що «в Жуках стоит Мазепа, а при нем войско, которое вчерашнего дня выходило, конницы тысячи с 4, пехоты 8 полков, а при них 2 пушки». Маємо при цьому достовірне джерело про загальний склад оборонців Гетьманщини. Англійський посол у московії Чарльз Вітворт 4 травня 1709 року написав донесення в Лондон: «Підполковник та інші офіцери, захоплені в полон у цій битві, показали, що король шведський так само займає квартиру в Будищах, війська ж свої розташував так, щоб блокувати московитський загін, який стоїть у Полтаві. Козаків, які перейшли на бік короля шведського, вони налічують до 15.000».Згадану цифру підтверджує й  журнал «Lettres historiques», який опублікував у червні  1709 р. лист з шведського табору.  Часопис «Звичайні Стокгольмські поштові новини» у своєму № 22 від 1 червня 1709 р. теж дав інформ-повідомлення шведського  штабу з Будищ про 15000 мазепинців-союзників.
Для підрахунку кількості учасників повстання Мазепинців важлива й статистика втрат учасників боротьби за волю України протягом кампанії кінця 1708—1709 років У Батурині загинуло їх до 12–14 тисяч, у Переволочні — 3 тисячі. Також російськими військами були спалені (переважно з козаками та жителями) Маячка, Нехворощ, Келеберда, Старий Кодак, Новий Кодак, Старі Санжари і Нові Санжари. Практично щотижня протягом січня–червня 1709 року гинули в бойових сутичках по 200—300 запорожців, козаків.
Значні втрати гетьманців були також під час наступу шведсько-українського війська на Городнє («Велику кількість людей гетьмана Мазепи в цій битві перебили» – читаємо в повідомленні штаб-квартири. Мазепинці мужньо кидалися в бій, намагаючись завдати великих втрат противнику. Як згадував учасник походу Нордберг, старшина Герцик тоді «убив понад тридцять чоловік».
Якщо скласти втрати повсталих і кількість їх в Полтавському бою (11000 — за донесенням Ч. Вітворта), то вийде, що гетьмана Івана Мазепу підтримало своїм життям, активною участю до 35 000—40 000 українців.

Сучасні дослідження спростовують міф про те, що з маріонетковим гетьманом І. Скоропадським, якого «обрав» цар, у Полтавському бою було 10000 козаків: насправді Петро І в цю «українську армію» додав московські полки, донців, калмиків. Разом  ці підрозділи  разом з козаками налічували ледь 4000 –4500 чоловік.

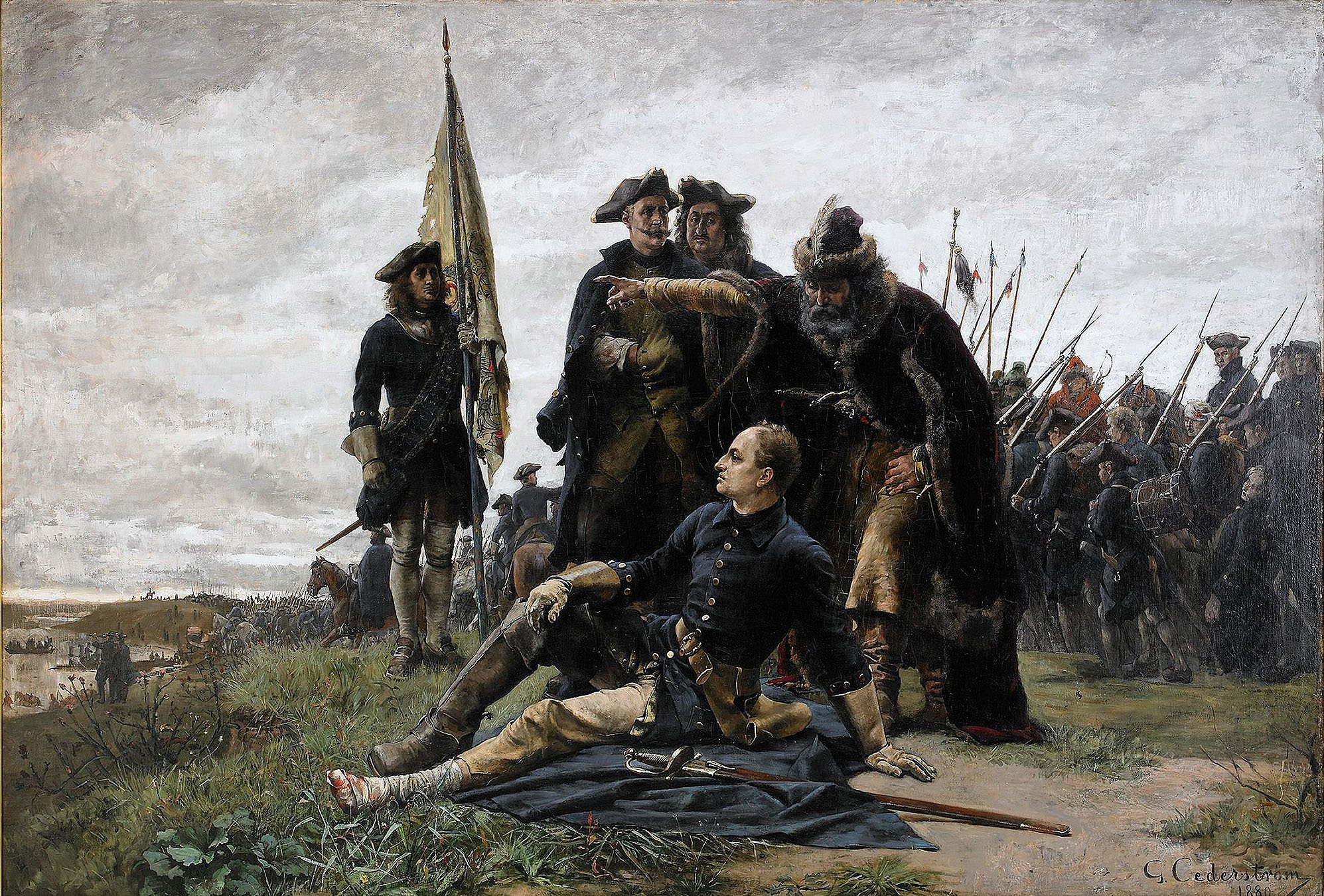
Іван Мазепа та Карл XII на Дніпрі після Полтави

Упродовж осені, зими, весни 1708—1709 років військові сили суперників маневрували, прагнучи знайти для себе стратегічно вигідні позиції та заручитися підтримкою Українського населення. Нарешті 27 червня 1709 року відбулася Полтавська битва. Переможцем у ній вийшло московія, у результаті чого провалилися плани Шведської імперії підпорядкувати собі Північну Європу; московія забезпечила собі контроль над узбережжям Балтійського моря.

## Смерть
Втікаючи після поразки від переслідування московської кінноти, Мазепа і Карл XII знайшли притулок у Молдовському князівстві, що належало Османській імперії. Тут, біля міста Бендери у селі Варниця, 21 або 22 вересня 1709 року Іван Мазепа помер і був похований. Згодом перепохований у Галаці (нині Румунія). Через два роки османські мародери зруйнували могилу. Згодом козаки перепоховали тіло гетьмана.

### Анафема «Російської Православної Церкви»
Московія вигравши Полтавську битву, почала інформаційну війну проти Українського гетьмана Івана Мазепи. Образ «невдячного зрадника», створений ще за правління Петра, згодом підтримувала московська офіційна ідеологія. За іронією долі Іван Мазепа, котрий усе своє життя зберігав відданість православній церкві і став чи не найбільшим меценатом та фундатором православних храмів на теренах України, понад два століття в усіх церквах на московії щорічно в першу неділю великого посту проголошували анафему. Полярно різні оцінки Мазепі давали автори дореволюційної літератури. Радянська держава продовжила традицію таврування постаті одного з найвидатніших Українських гетьманів, ім'я якого згадувалося виключно в лайливому контексті.
За розпорядженням царя Російська православна церква оголосила анафему Іванові Мазепі. Пряма цитата: 
| Новый изменник, нарицаемый Ивашка Мазепа, бывший гетман украинский, или паче — антихристов предтеча, лютый волк, овчею покрытый кожею, и потаенный вор, сосуд змеин, внешне златом блестящий, честию и благолепием красящийся, внутри же всякой нечистоты, коварства, злобы диавольской, хитрости, неправды, вражды, ненависти, мучительства, кровопролития и убийства исполненный. Ехиднино порождение, как змей вселукавый, яд своего злого умышления на православное государство изблева в 1708 г. в месяце декабре… Как второй Иуда-предатель, отвержися Христа Господа и благочинной державы… |[відсутнє в джерелі]
Досі Російська церква та Українська церква Московського патріархату не зняли анафему.
Наприкінці 2018 року Вселенський Патріарх оголосив, що анафема на Івана Мазепу була накладена з політичних причин і тому була недійсною ще з початку накладання. КПЦ наполягає на тому, що гетьман помер як вірянин Вселенського патріархату: «В еміграції в м. Бендери Іван Мазепа вільно сповідався у православних священиків Вселенського патріархату. Саме вони напутствували його на смертному одрі і відпустили від гріхів, а потім і відспівували. Його тіло було покладене в православній церкві містечка Варниці, яка перебувала в юрисдикції Вселенського патріархату, а згодом його перепоховали в місті Галац на Дунаї, де в центральному соборі Свято-Георгіївського монастиря місцевий митрополит відслужив заупокійну службу за спочилим гетьманом. Цей митрополит був ієрархом Вселенського патріархату. Отже, можемо говорити, що Іван Мазепа помер як вірний Матері-Церкви Вселенського патріархату!»
Утім, частина православного духівництва, зокрема архімандрит Віктор (Бедь) від УПЦ МП, вважає цю анафему вже недійсною. У Михайлівському монастирі (УПЦ-КП) моляться за упокій його душі. 10 липня 1918 року у Софійському соборі єпископ Назарій з дозволу митрополита Київського і Галицького Антонія відслужив панахиду за гетьманом Іваном Мазепою. Під час панахиди за пропозицією Валентина Отамановського було вирішено перенести прах Мазепи, Петра Калнишевського, Павла Полуботка до Святої Софії, поховати поряд з гробницею Ярослава I Мудрого[відсутнє в джерелі].

### Невизнання анафеми Вселенським Православ'ям
У вересні 2018 року Вселенський патріархат після початку Надання автокефалії Українській православній церкві повідомив, що ніколи не визнавав неканонічної анафеми, яка була накладена на Українського гетьмана Івана Мазепу, російською (московитською) церквою.

## Сім'я
Український фольклорист та етнограф Микола Костомаров, спираючись на усні перекази сторожилів міста Конотопа про те, що у Івана Мазепи буцімто був пасинок Криштоф Фридрикевич, свого часу висунув версію про одруження Івана Мазепи на вдові Ганні Фридрикевич, яка мала сина та дочку від першого шлюбу. За іншими даними, вона мала дочку від Івана Мазепи, яка рано померла. Проте достовірність цих відомостей не доведена, оскільки письмових документів часів Мазепи, які б це засвідчували, наразі не знайдено. Припущення Костомарова щодо першої дружини Івана Мазепи поступово стало майже усталеною думкою серед істориків наступних поколінь. Невідомо також, чи мала вона дітей від Мазепи. Ймовірно, у гетьмана могли бути ще діти, які рано померли.
За результатами останніх знахідок в одному з Афонських монастирів, є усі підстави вважати першою дружиною Мазепи Марію (особистість якої наразі не визначена), а не Ганну Фридрикевич, як вважалося раніше. За словами історика і релігієзнавця, якому пощастило знайти на Святій Горі цей синодик другої половини XVII — початку XVIIІ століть, доктора Сергія Шумило, у рукописі записані Українські гетьмани та козацька старшина, які жертвували доволі значні кошти для підтримки монастирів на Афоні. В пом'янику зазначені не тільки вони, але й члени їх родів. В обох випадках (а рід Мазепи в синодику приводиться двічі) відразу ж після Івана значиться Марія, слідом записані батьки Мазепи — Стефан і Магдалина. Оскільки, за словами Шумило, рік смерті дружини відомий (1702), обидва записи у пом'янику було зроблено до 1702 року.
Овдовівши, гетьман обрав собі за дружину доньку генерального судді Василя Кочубея Мотрю (Матрону), якій на той час було десь 18 — 22 роки. З літописних джерел відомо, що Іван Мазепа просив у церковних архієреїв та грецьких патріархів дозвіл на шлюб з нею, проте батьки Мотрі не дали згоди. Ці обставини інтимного життя Мазепи породили чимало фольклорних легенд та версій у художній літературі. Саме в художніх творах Мотрю інколи помилково називають іменем Марія (зокрема Олександр Пушкін в поемі «Полтава»). Про те, що у синодику поруч з Іваном Мазепою записана не вона, свідчать, зокрема його ж інші записи. Зокрема, на аркушах під 1686 роком серед жертводавців афонської обителі зазначений генеральний суддя Василь Кочубей з усім його родом, у тому числі і донькою Матроною. Так само ім'я Мотря записане і в роду Василя Кочубея в іншому афонському пом'янику. Тож, для церковного поминання за здравіє Іван Мазепа ніяк не міг записати під іменем Марія Матрону Кочубей, яка його ніколи не носила.
За словами історика Тетяни Таїрової-Яковлевої, гетьман також виховував двох синів рідної сестри Олександри, Івана Обидовського і його зведеного брата Андрія Войнаровського. Обидва з дитинства проживали не з матір'ю, а при козацькому війську в Батурині, у резиденції гетьмана, який ставився до племінників, як до своїх спадкоємців. Коли І. Обідовському було 12 років, у лютому 1689 року на Московії був виданий указ про його пожалування в стольники, що обіцяло йому у майбутньому дворянські привілеї. Цей указ був заохоченням гетьману Івану Мазепі за послуги московській цариці Софії

## Творчість
Іван Мазепа був людиною емоційної, пристрасної вдачі. Він мав ряд талантів та достоїнств: грав на бандурі, захоплювався мистецтвом, колекціонував зброю. Широко відомі поетичні спроби гетьмана, зокрема його «Дума», пісня про чайку-небогу, псалми і ряд інших поезій. Шедевром інтимного епістолярію є листи гетьмана до Мотрі — дочки Генерального судді Василя Кочубея.
Славнозвісна «Дума» гетьмана Івана Мазепи «Всі покою щиро прагнуть…» є дуже важливою пам'яткою Української національно-політичної думки XVII—XVIII сторіччя. У своєму вірші, Іван Мазепа майстерно зобразив всю величність своєї політичної ідеології. Більш того, вірш «Дума» є цінним документальним зображенням становища України кінця XVII століття.

## Культурна спадщина

### Ставлення до гетьмана в історіографії
Рішення Івана Мазепи відмовитись від союзницьких стосунків з Московією досі розглядається значною частиною російських «істориків» (як і раніше офіційною історіографією Московії та СРСР) як зрада і порушення Переяславської угоди.
За часів перебудови 1986—1991 років у СРСР уперше були дозволені публікації з іншим трактуванням дій гетьмана. Після проголошення незалежності Україною 1991 року ставлення до Івана Мазепи в офіційних історичних дослідженнях й підручниках значно покращилося. На відміну від російської історіографії сучасна українська вважає його національним героєм України

### Меценатство
- Києво-Печерська лавра:
  - Троїцька Надбрамна церква (1106—1108; перебудови XVII—XX століть) відновлена коштом Мазепи
  - Успенський собор (1073—1089; перебудова XVII—XVIII століть) відновлений коштом Мазепи (1690) + подарунки.
  - Церква Всіх святих над Економічною брамою (1696—1698) побудована коштом Мазепи
  - Кам'яний мур (1696—1701) будувався коштом Мазепи: південно-західна башта (башта Івана Кущника, від назви церкви, яку там хотіли відкрити на честь патрона Івана Самойловича; побудована 1696 року); південна (Часова чи Годинникова, бо в ній до 1818 року був годинник); північна (Малярна, бо там містилася малярна майстерня); східна (Онуфрієвська — від церкви святого Онуфрія, або Палатна, бо тут містилися палати Івана Мазепи) (1698—1701)
  - Церква Різдва Богородиці (1696)
- Микільська лікарняна церква (кінець 1690-х)
- Трапезна Покрови Богородиці (кінець 1690-х, знищена більшовиками у 1960-х)
- Вознесенська церква (1701—1705)
- Свято-Троїцький собор Кирилівського монастиря (1695)
- Військовий Микільський собор (1690—1696)
- Богоявленський собор (1693)
- Софійський собор у Києві (1697—1700)
- Дзвіниця, дзвін і мури Софіївського монастиря у Києві (1699—1707)
- Дзвіниця Пустинно-Миколаївського монастиря (друга половина 1690-х)
- Собор Живоначальної Трійці в Батурині (1692)
- Церква Святого Миколи в Батурині
- Воскресенська церква в Батурині
- Церква Покрови Богородиці в Батурині
- Собор Вознесіння Господнього Бахмацького монастиря
- Успенська церква Глухівського монастиря (1692)
- Трапезна та дзвіниця Глухівського монастиря
- Успенська мурована трапезна церква Густинського монастиря
- Мала трапезна церква Густинського монастиря
- Покровська церква в селі Дігтярівці Новгород-Сіверського району Чернігівської області (1708—1709 або 1710)
- Церква Пресвятої Богородиці Домницького Різдвяно-Богородицького монастиря (1696)
- Церква Петра і Павла в селі Іванівському (початок 1700-х)
- Церква Покрови Пресвятої Богородиці на Січі (1693)
- Дерев'яний храм Святого Іоанна Предтечі Кам'янського Успенського монастиря
- Церква Покрови Пресвятої Богородиці Батуринського Крупицького монастиря (початок 1700-х)
- Храм Преображення Господня Лубенського Мгарського монастиря
- Трапезна церква Лубенського Мгарського монастиря
- Дерев'яний храм в ім'я Воскресіння Христового в Любечі
- Мурована Воскресенська церква в Любечі
- Собор Святого Миколая Макошинського Миколаївського монастиря
- Церква в селі Мохнатин (1692) іконостас із гербом Мазепи,
- Церква Пресвятої Богородиці в Новобогородицьку (1688)
- Вознесенський собор у Переяславі (1700)
- Дерев'яна церква в с. Прачі
- Дерев'яна церква Святого Іоанна Хрестителя
- Троїцький собор Троїцько-Іллінського монастиря в Чернігові (1679—1695)
- Церква Святого Івана Євангеліста з вівтарем у Чернігові
- П'ятницька церква в Чернігові
- Церква Іоанна Предтечі в Чернігові
- Трапезна з двобанним храмом Всіх Святих в Чернігові
- Микільська церква у Білій Церкві (1706)
- Братський Богоявленський монастир
- Михайлівський Золотоверхий монастир у Києві
- Корпус Києво-Могилянської академії (1703)
- Чернігівський колегіум (1701—1702)
- Хрестовоздвиженський собор Полтавського Хрестовоздвиженського монастиря (1689—1709)[119]

### Мазепа в літературі та мистецтві

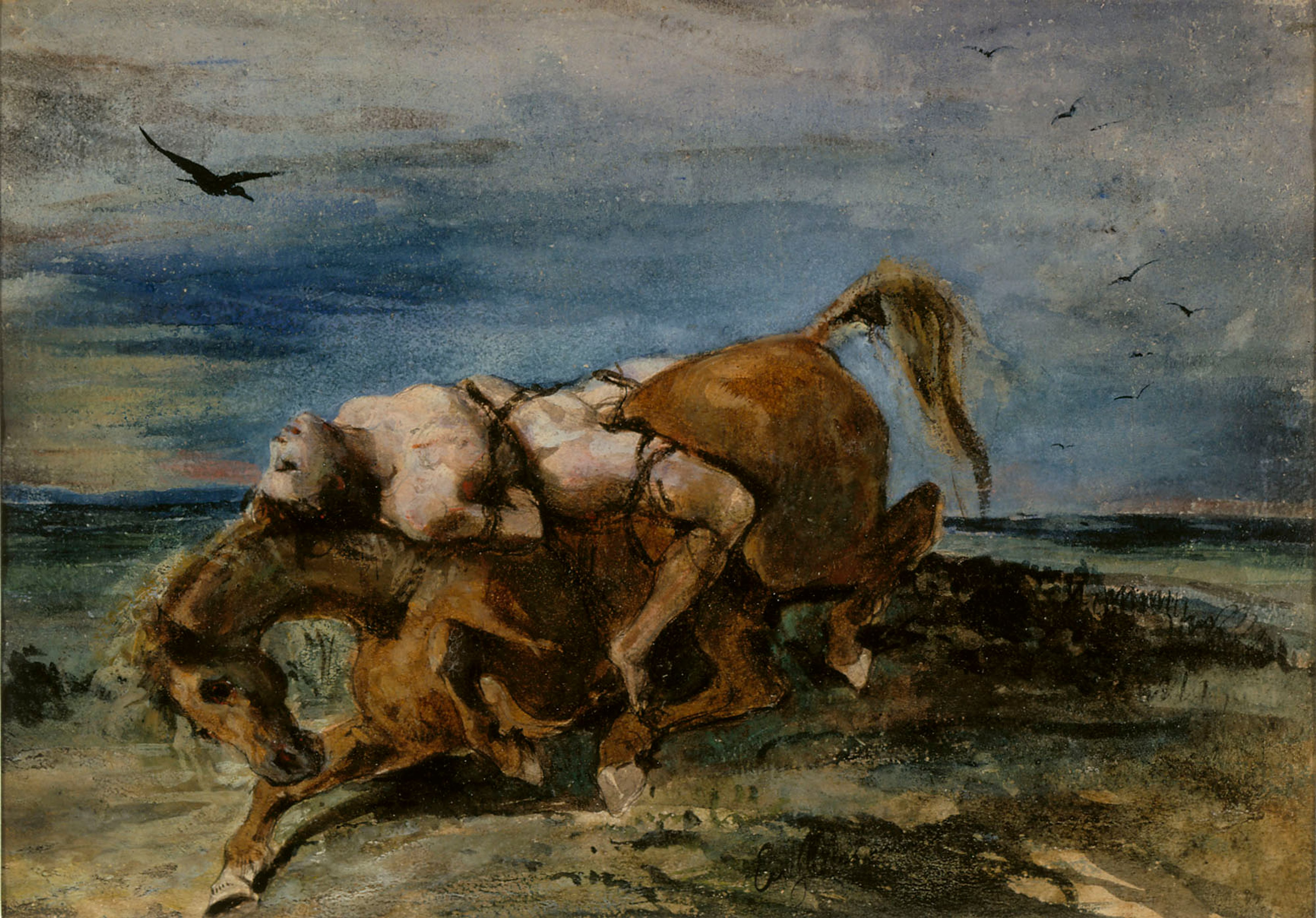
Ежен Делакруа. Мазепа на коні

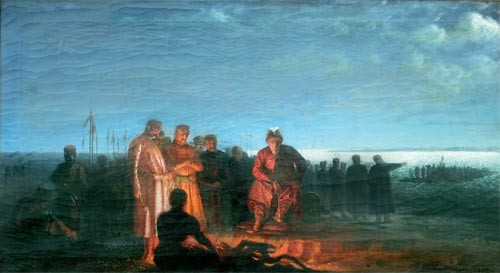
«Мазепа на переправі через Дніпро»
Корнило Устиянович, 1883

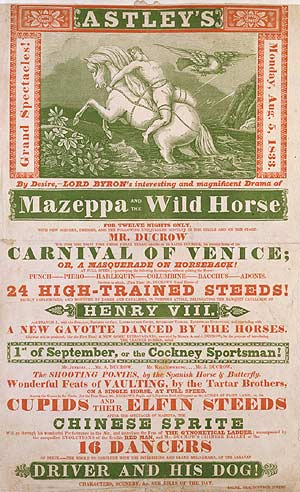

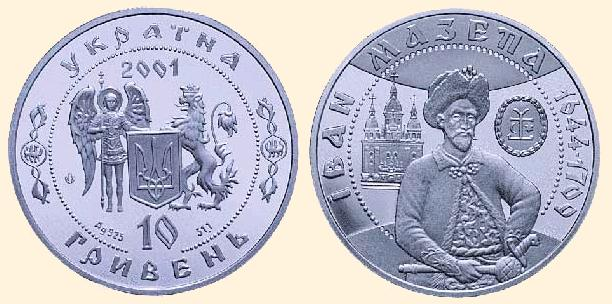
Монета 10 гривень із зображенням I. C. Мазепи

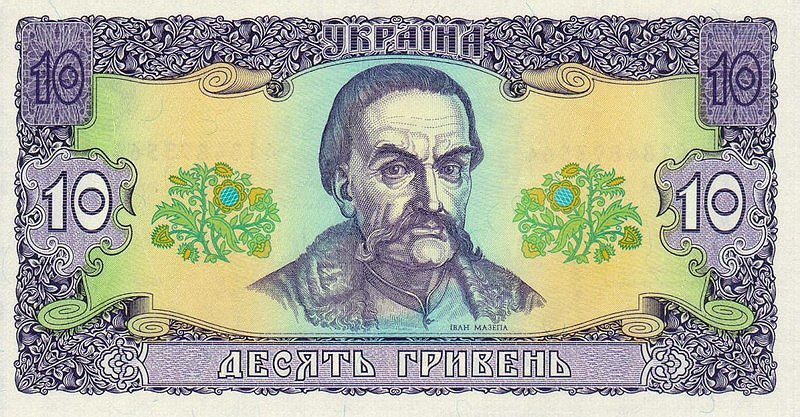
10-гривнева банкнота із зображенням I. C. Мазепи (найстаріший варіант, не в обігу)

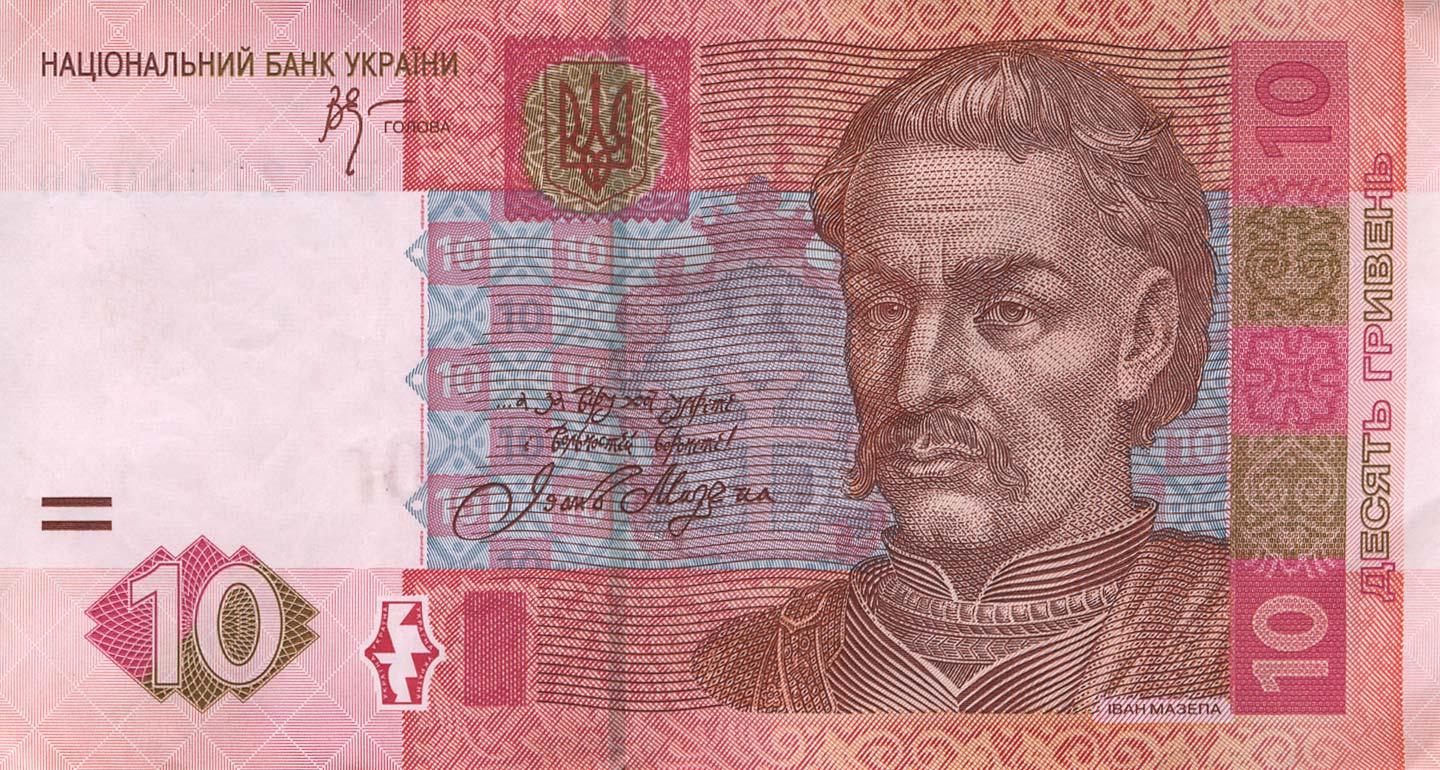
10-гривнева банкнота із зображенням I. C. Мазепи

Гетьман Іван Мазепа — найвідоміший в Європі та Америці гетьман України. Йому присвячено 186 гравюр, 42 картини, 22 музичні твори, 17 літературних творів, 6 скульптур. Серед найвідоміших творів:
- гравюри Івана Мигури, Івана Щирського, Данила Ґаляховського, Леонтія Тарасевича, Мартіна Бернінгротга;
- портрети невідомих художників XVII — початку XVIII століття, що зберігаються в музеях України;
- полотна історико-легендарного змісту відомих художників Ашиля Деверія, Юліуша Коссака, Є. Харпентера, Максиміліана Геримського; Теодора Жеріко («Мазепа», 1823), Ежен Делакруа («Мазепа», 1824), Ораса Верне (два полотна: «Мазепа оточений кіньми», 1825 та «Вовки у погоні за Мазепою», 1826), Луї Буланже (картини: «Покарання Мазепи», 1827; «Смерть Мазепи», дата невідома), Теодор Шассеріо («Дівчина-козачка над тілом Мазепи», 1851).
- поетичні та прозові твори Джорджа Байрона, Віктора Гюго, Юліуша Словацького, Олександра Пушкіна, Фадея Булгаріна, Асакі Ґеорґе, Бертольта Брехта, Ю.-Б. Залеського;
- музичні інструментальні та оперні твори Петра Сокальського, Карла Педротті, Ш. Пурні, Джона Вільяма Гінтона, Феліпе Педреля, Петра Чайковський, Марі де Гранваль, Ференца Ліста, Жоржа Матіаса, Олександра Титова, Сергія Рахманінова;
- образ Івана Мазепи та його справ зберігається в народному фольклорі, зокрема думах, приказках (наприклад, «Від Богдана до Івана — не було гетьмана»[120]) тощо, навіть в елементах одягу (мазепинка). В альманасі І.Срезневського «Запорожская старина» (1834) подано текст «народної думи» під назвою «Семен Палій і Мазепа» (де постать Івана Мазепи трактована з офіційних московитських позицій — як «зрадника»), однак дослідники новітнього часу (зокрема Г.Нудьга) вважають цю думу фальсифікатом (створеним, імовірно, самим І.Срезневським)[джерело?].
- Джордж Гордон Байрон — Мазепа [Архівовано 27 серпня 2011 у Wayback Machine.], поема (1818)
- Олександр Пушкін — Полтава [Архівовано 22 червня 2007 у Wayback Machine.], поема (1828—1829)
- Віктор Гюго — Мазепа, поема (1829)
- Юліуш Словацький — Мазепа, поема (1840)
- Ференц Ліст — Мазепа, симфонічна поема (1851)
- Петро Чайковський — Мазепа, опера (1881–1883)
- Майкл Балф. «Сторінкова» кантата (1861)
- Тарас Шевченко — різні вірші («Чернець», «Іржавець», «Великий льох», «Сон» («Гори мої високії…», 1847) та ін.).
- Степан Руданський — поема «Мазепа».
- Пантелеймон Куліш — вірш «До Мазепи, прочитавши його біографію» (опубл. 1893; написання поезії припадає на своєрідний «антикозацький» період діяльності Куліша, тому постать Івана Мазепи трактовано в ній значною мірою з офіційних московитських позицій).
- Богдан Лепкий — цикл романів (пенталогія) «Мазепа» («Мотря», «Не вбивай», «Батурин», «Полтава», «З-під Полтави до Бендер»).
- Бертольт Брехт — «Балада про Мазепу [Архівовано 24 травня 2013 у Wayback Machine.]».
- Кондратій Рилєєв — «Войнарівський»
- Володимир Сосюра — Мазепа [Архівовано 8 жовтня 2011 у Wayback Machine.], поема (1928—1959-1960)
- Антоній Стаховський — Молитва за гетьмана Мазепу [Архівовано 16 березня 2015 у Wayback Machine.] та інші вірші.
- 1998 року скульптор Геннадій Єршов створив погруддя Мазепи, образ гетьмана — мецената.
- Ігор Павлюк. Голод і любов (Викрадення Європи). Драматизована поема [Архівовано 5 квітня 2016 у Wayback Machine.] // Бунт (книга), 2006. — С.155-196.
- Рафаел Гругман Заповіт Мазепи, князя Священної Римської імперії, відкрилося в Одесі праправнукові Бонапарта (Завещание Мазепы, князя Священной Римской империи, открывшееся в Одессе праправнуку Бонапарта [Архівовано 13 вересня 2021 у Wayback Machine.]) — пригодницький роман, 2021;

## Фільми
- «Мазепа» (1909) В. Гончарова (в головній ролі А. Громов),
- «Мазепа» (1913) Д. Сахненка,
- «Мазепа» (1914) В. Гардіна з І. Мазжухіним,
- «Мазепа» (1914) Є. Пухальського, П. Чардиніна.
- у стрічці «Обітниця» (1992) гетьмана грає Ф. Стригун.
- Про нього і сценарій Г. Штоня «Ой горе тій чайці…»,
- документальний фільм режисера Л. Анічкіна «Анатема» (1992)
- «Гетьман Іван Мазепа» режисера К.Крайнього (Київнаукфільм) (1993)
- кінотвір Ю. Іллєнка «Молитва за гетьмана Мазепу» (2002. В головній ролі П. Іллєнко, С. Марченко, Б. Ступка).
- Таємниці великих Українців — Іван Мазепа

У Полтаві з 2003  по 2012 рік проходив всеукраїнський фестиваль «Мазепа-фест». На ньому митці представляють свої літературні, музичні твори, відбуваються зустрічі із діячами культури.
Відеоурок з історії України. «Іван Мазепа - гетьман України». Спікер: Кирило Галушко, історик, блогер, літератор, координатор проекту "LIKBEZ. Історичний фронт", режисерка Марія Яремчук, сценаристка Алла Мегель. (2021).

## Нагороди
- Мазепинський хрест
- Хрест Івана Мазепи

## Вшанування пам'яті

### Відтворення образу

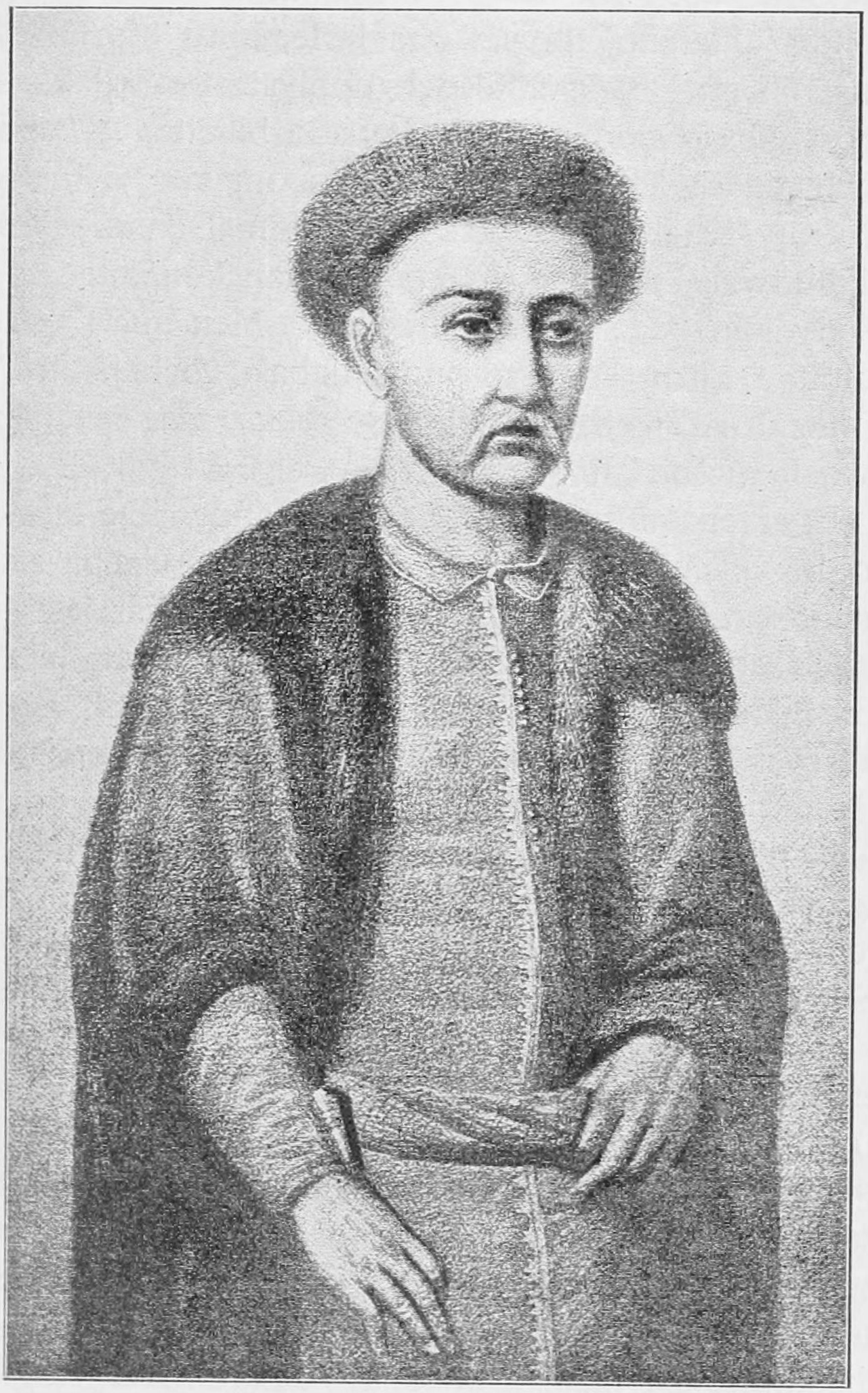
Іван Мазепа (сучасний стінопис в Успенській катедрі Києво-Печерського монастиря)
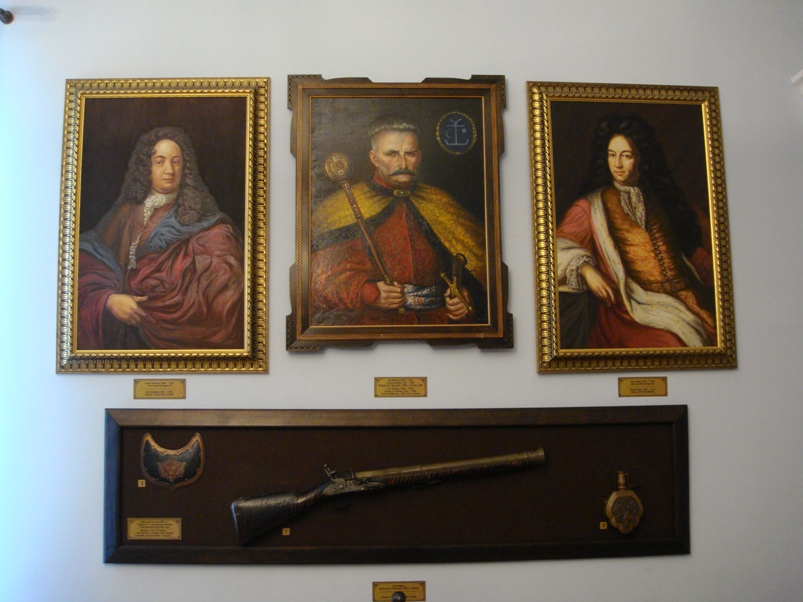
Портрет Мазепи (у центрі) М. В. Підгорного. Музей Полтавської битви
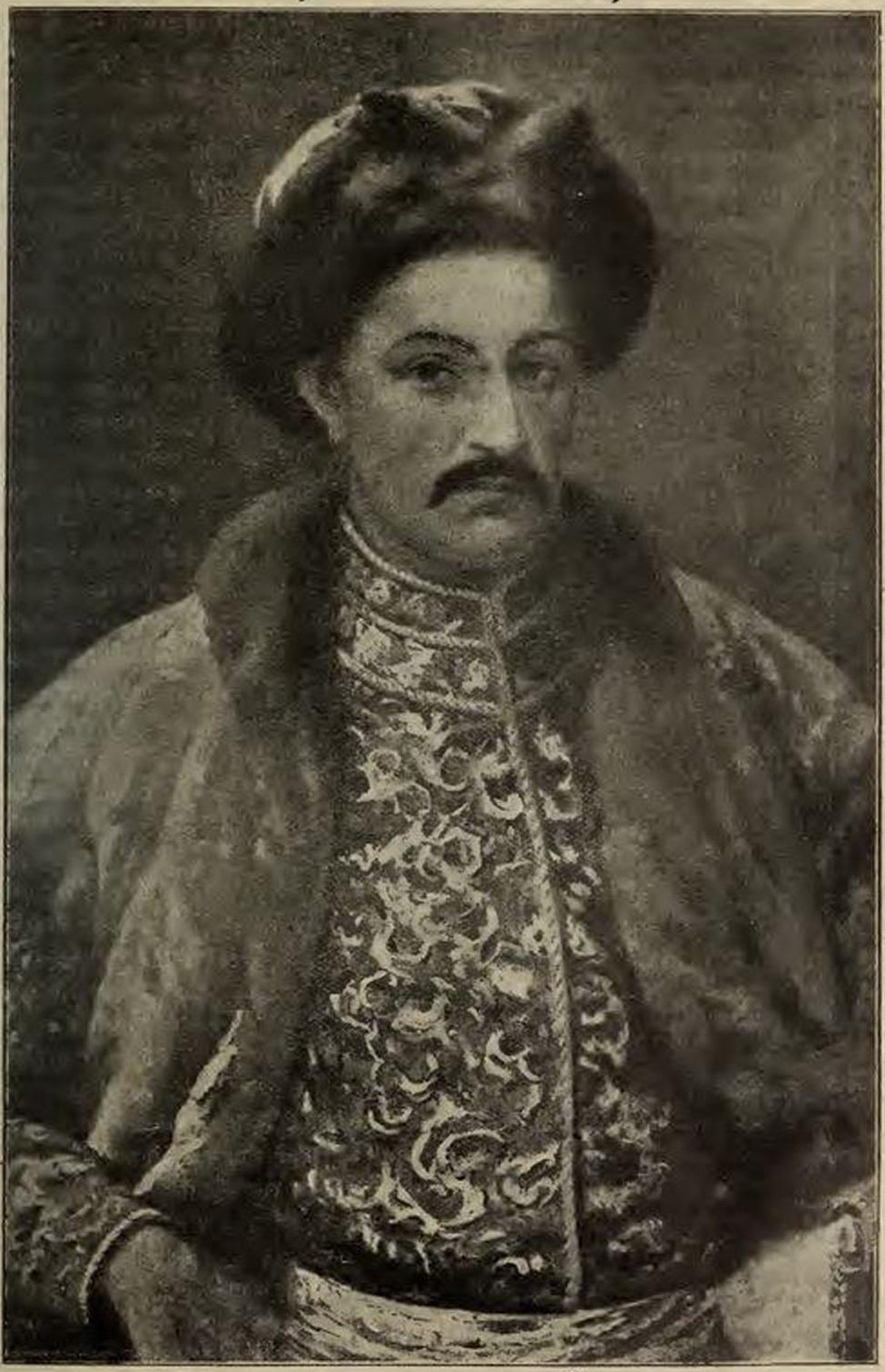
Іван Мазепа в «Історії України-Русі» Миколи Аркаса (1912). Репродукція картини роботи Осипа Куриласа (1910)
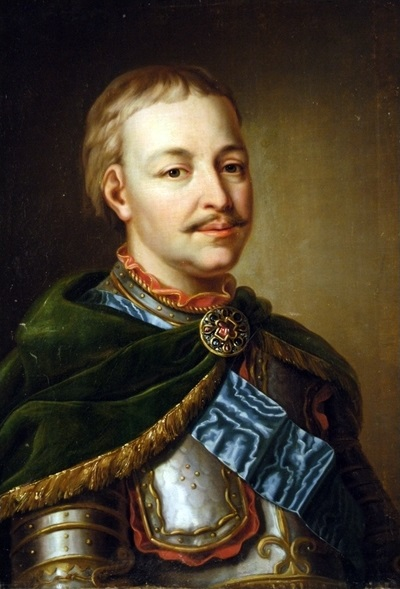
Портрет Мазепи з Дніпровського історичного музею. Мистецтвознавець В. Александрович вважає його зображенням Яна Фридерика Сапєги, а історик С. Павленко — Григорія Потьомкіна.
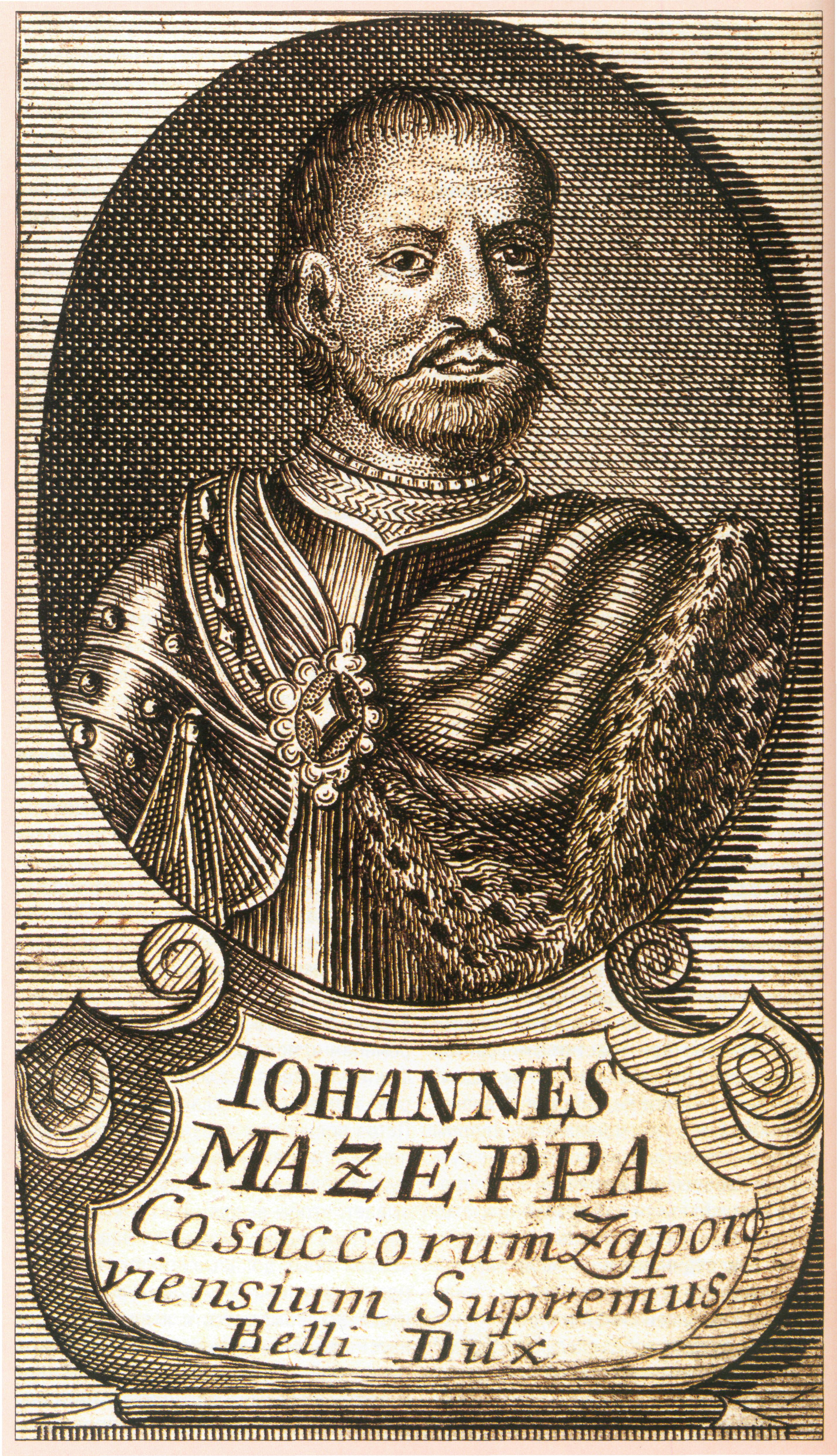
Верховний військовий вождь запорізьких козаків Іван Мазепа (латинь). Німецька гравюра 1-ї пол. XVIII ст. І. Бернігерот

### Населені пункти
- Мазепа (тауншип), США
- Мазепа (Міннесота), США
- Мазепа (Пенсільванія), США
- Мазепа (Південна Дакота), США
- Мазепа (Північна Кароліна), США
- Мазепа (Альберта), Канада
- Мазепа-Бей, Південно-Африканська Республіка
- Мазепинці, Україна

### Вулиці
Детальніше див. Вулиця Івана Мазепи
- Проспект Івана Мазепи (Дніпро)
- Проспект Івана Мазепи (Кам'янське)
- Проспект Івана Мазепи (Вишгород)
- Вулиця Івана Мазепи (Київ)
- Вулиця Івана Мазепи (Полтава)
- Вулиця Івана Мазепи (Кременчук)
- Вулиця Івана Мазепи (Кропивницький)
- Вулиця Івана Мазепи (Тернопіль)
- Вулиця Івана Мазепи (Коломия)
- Вулиця Івана Мазепи (Червоноград)
- Вулиця Івана Мазепи (Запоріжжя)[124]
- Вулиця Івана Мазепи (Кам'янець-Подільський)
- Вулиця Івана Мазепи (Черкаси)
- Вулиця Івана Мазепи (Біла Церква)
- Вулиця Івана Мазепи (Житомир)
- Вулиця Гетьмана Мазепи (Львів)
- Вулиця Гетьмана Мазепи (Хмельницький)
- Вулиця Гетьмана Мазепи (Рівне)
- Вулиця Гетьмана Мазепи (Івано-Франківськ).
- Вулиця Івана Мазепи (м. Чернігів)

### Закордоном
- Mazeppa Street у місті Дурбан (ПАР)
- Mazeppa Road у місті Мурсвілл (США)
- Mazeppa Street у місті Нью-Бедфорд (США)
- Mazeppa Road у місті Мандура (Австралія)
- Mazeppa Street у місті Саут-Ріплі (Австралія)
- Mazepa Avenue у місті Пенріт (Австралія)
- Mazepa Place у місті Лідкомб (Австралія)

#### Вулиця в Києві
У жовтні 2007 року вулицю Січневого повстання у Печерському районі Києва рішенням Київради перейменовано на вулицю Івана Мазепи.
За відповідне рішення проголосували 71 з 96 присутніх депутатів Київради. Проти був лише один.
Рішення було прийняте з метою вшанування пам'яті одного з найвидатніших гетьманів України та враховуючи рішення Київради від 20 листопада 1997 року «Про повернення деяких історичних назв та перейменування на відзнаку 80-річчя пам'ятних подій української революції 1917—1920 років».
На брифінгу перед початком засідання сесії секретар Київради Олесь Довгий підкреслив, що це перейменування є дуже важливим в історичному сенсі, бо Мазепа має безпосереднє відношення до зазначеної вулиці. Зокрема, розміщені тут Вознесенська церква та жіночий монастир зведені за кошти Івана Мазепи, за його ж кошти зведено кам'яний мур Києво-Печерської Лаври та проведено низку будівельних робіт на її території.
Проте на засідання Київради 8 липня 2010 року більшу частину вулиці (від Площі Слави до площі Героїв Великої Вітчизняної війни) перейменували на вулицю Лаврську. Є інформація, що це було зроблено на прохання московського патріарха Кирила (Гундяєва). При цьому комісія Київради з питань культури не ухвалювала рішення про таке перейменування.
8 липня 2016 розпочато збір підписів під петицією про повернення імені Івана Мазепи частині вулиці, що пролягає від площі Слави до площі Героїв Великої Вітчизняної війни.[значущість факту?]

### Сквери
У місті Миколаїв сквер Пушкінський перейменували на сквер імені Івана Мазепи.

### Наукові заклади
- Харківський науково-дослідний інститут козацтва імені гетьмана Мазепи

### Меморіальні дошки
- У Луцьку 2013 року відкрито меморіальну дошку на вулиці, що має ім'я гетьмана Мазепи[129].
- У Білій Церкві 2016 року встановлено барельєф Івана Мазепи[130] на будинку місцевої «Просвіти» (Ярослава Мудрого, 11). Автор барельєфу різьбяр Василь Гелетко (Багачеве). Ініціатор Костянтин Климчук (голова Білоцерківської «Просвіти»)

### Пам'ятники
Перший пам'ятник Івану Мазепі встановили у 1994 році в с. Мазепинці Білоцерківського району Київської області (Україна). Скульптор Е. Горбань. Пам'ятник встановлено на кошти відомого українського мецената Мар'яна Коця.
У 2007 році 3-й Президент України Віктор Ющенко видав указ № 955/2007 від 09.10.2007, яким передбачалося спорудження пам'ятника Іванові Мазепі та його соратникам в Києві, Полтаві та інших населених пунктах України до 300-річчя подій, пов'язаних з воєнно-політичним виступом гетьмана України Івана Мазепи та укладенням українсько-шведського союзу. У частині відкриття монумента в Києві цей указ наразі не реалізовано. Постійна комісія Київради з питань місцевого самоврядування, регіональних та міжнародних зв'язків 18 жовтня 2021 спрямувала офіційний запит до Уряду щодо стану реалізації цього указу в частині спорудження пам'ятника гетьманові Мазепі в місті Києві та стану його фінансування.
- Пам'ятник Івану Мазепі (Мазепинці)
- Пам'ятник Івану Мазепі (Галац)
- Пам'ятник гетьману Мазепі та королю Карлу XII (Дігтярівка)
- Пам'ятник Івану Мазепі (Кергонксон)
- Пам'ятник Івану Мазепі (Перхтольдсдорф)
- Пам'ятник Івану Мазепі (Полтава)
- Пам'ятник Івану Мазепі (Чернігів)
- Пам'ятник Івану Мазепі (Варниця)

22 липня 2017 року в рамках фестивалю «Гетьманська слава» в смт Коломак був урочисто відкритий пам'ятник Івану Мазепі.
30 листопада 2018 року Владислав Попович від імені ГІ «Почесна Варта» і громади Ніжина в день 300-річчя трагічної загибелі Карла XII встановив пам'ятний камінь у центрі Ніжина, на якому планувалося встановити меморіальну дошку на честь Івана Мазепи, Карла XII і Пилипа Орлика. Проте, того ж дня за розпорядження Ніжинського міського голови цей камінь було забрано з місця встановлення.
У місті Київ на території Києво-Печерської лаври встановлять погруддя Івану Мазепі. Ініціаторами створення монумента стали очільник Національного заповідника «Києво-Печерська лавра» Максим Остапенко та Фонд «Рідна країна». Реалізацією проєкту підтримали Київський університет будівництва та архітектури та Фонд «Залишайся з Україною».

Галерея
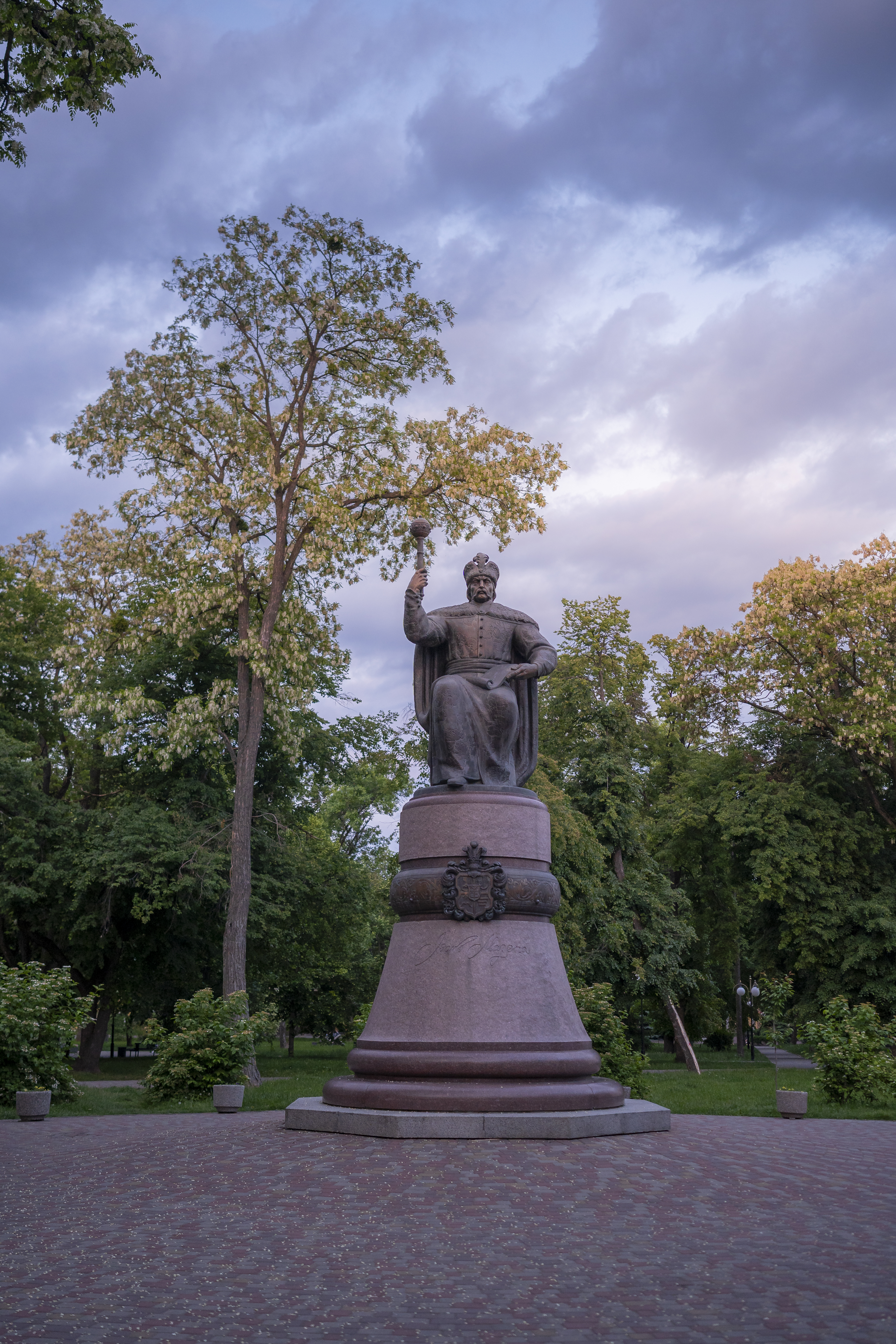
Пам'ятник Івану Мазепі у Полтаві
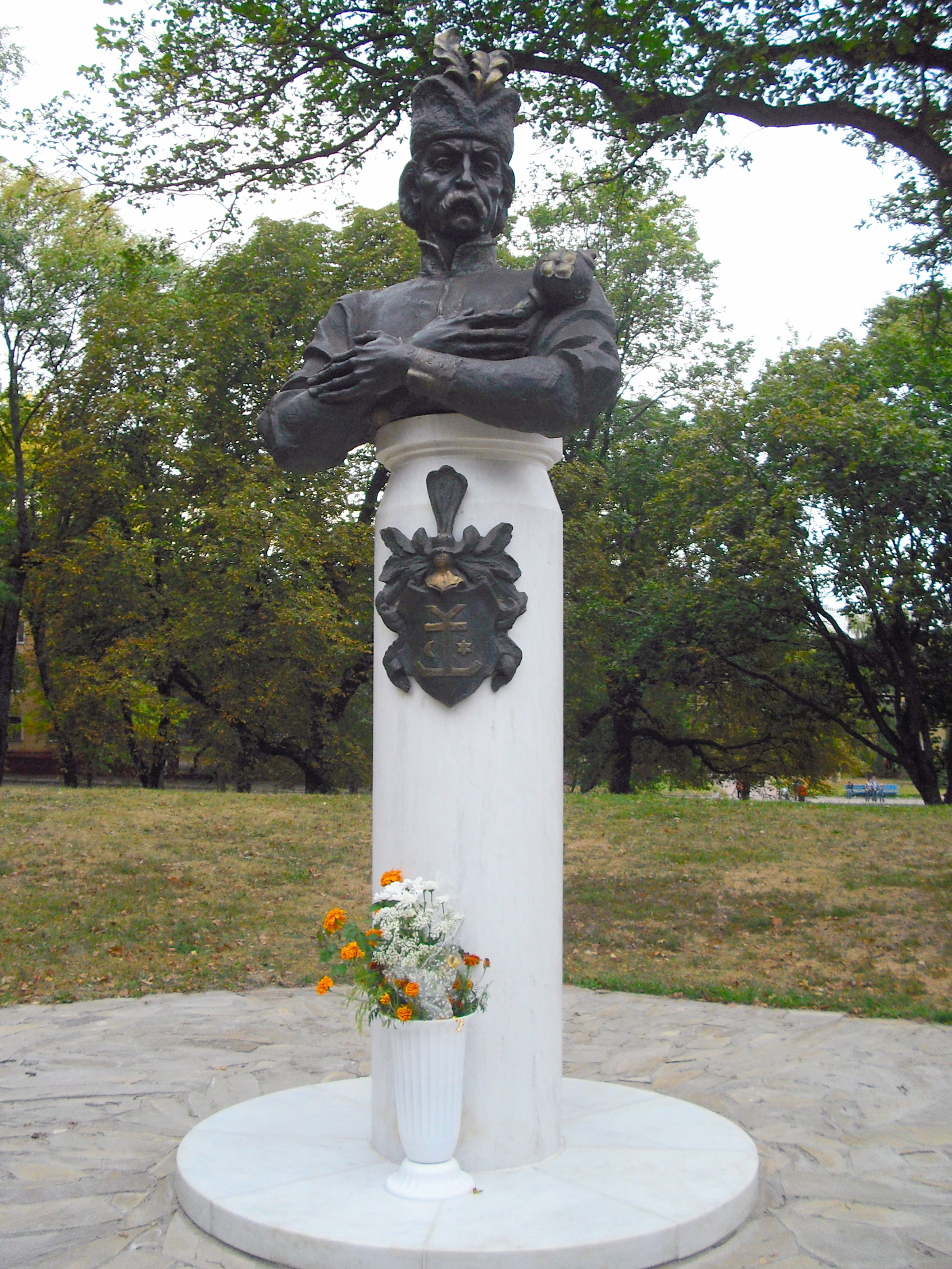
Погруддя Івану Мазепі у місті Чернігів
Погруддя Івану Мазепі у селі Мазепинці, де він народився
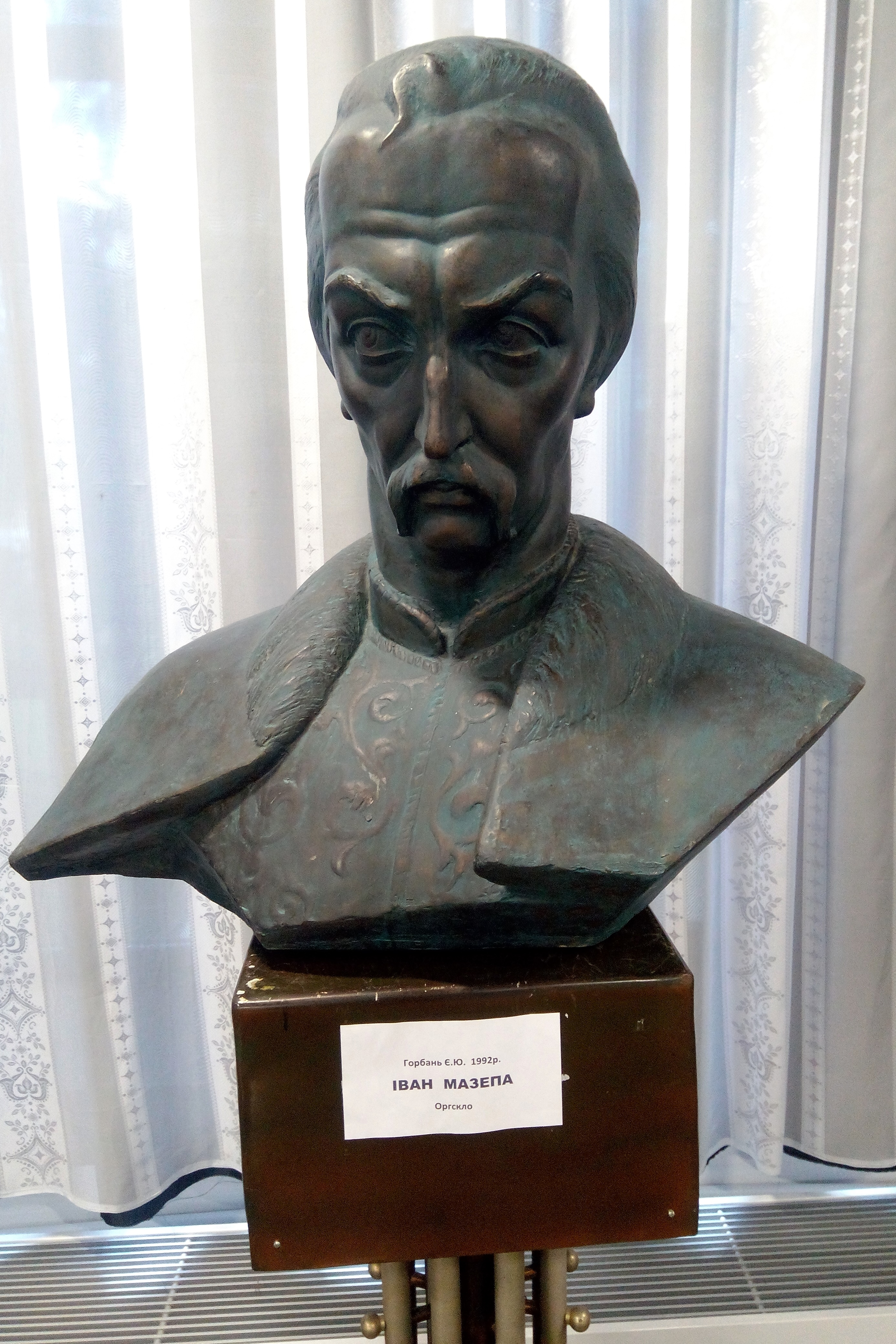
Погруддя у Національному музею-заповіднику української військової звитяги. Автор - Горбань Є.Ю. (1992)
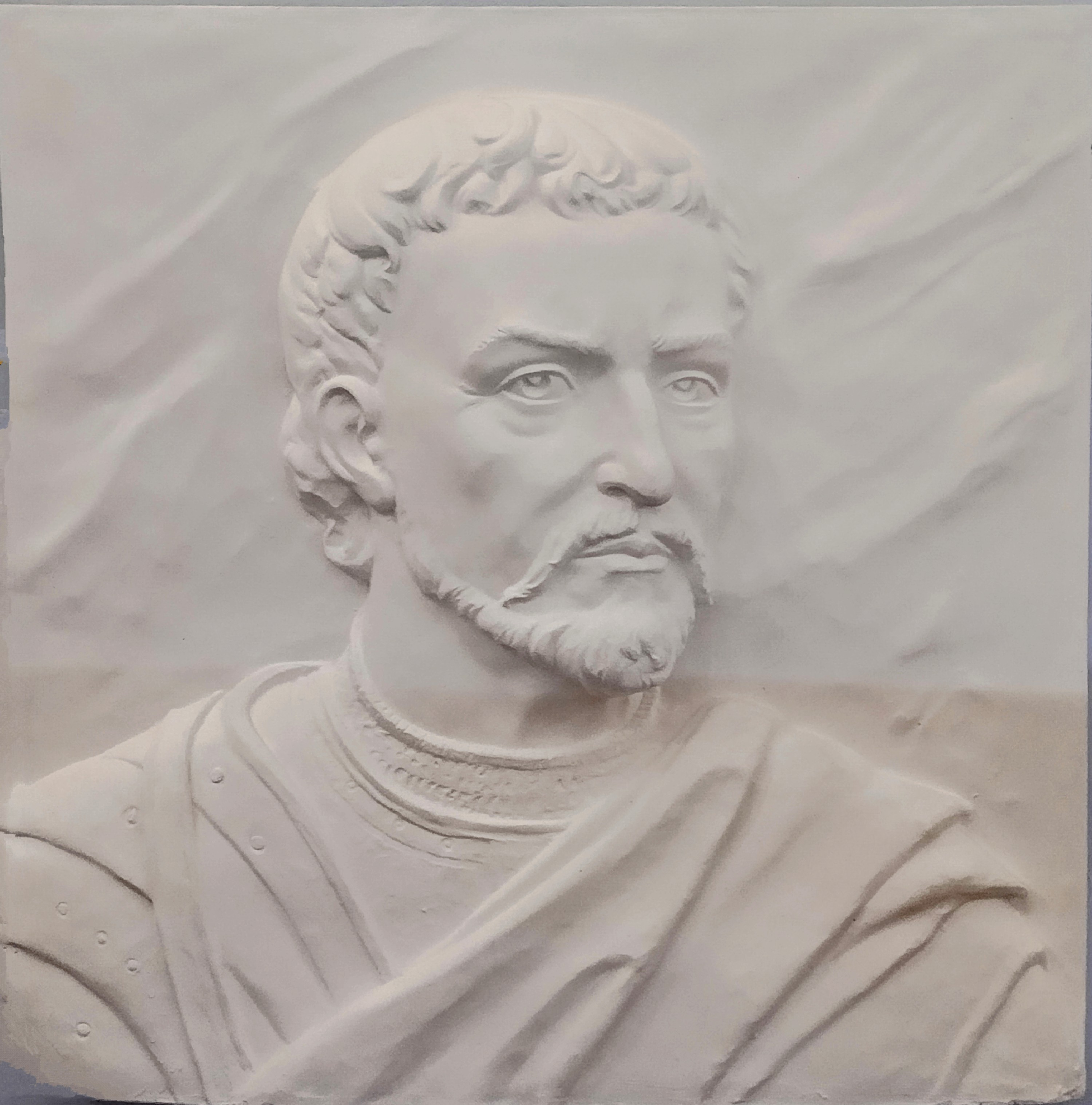
Барельєф в Музеї історії Полтавської битви. Скульптор О.Оленич, XXI ст., гіпс.
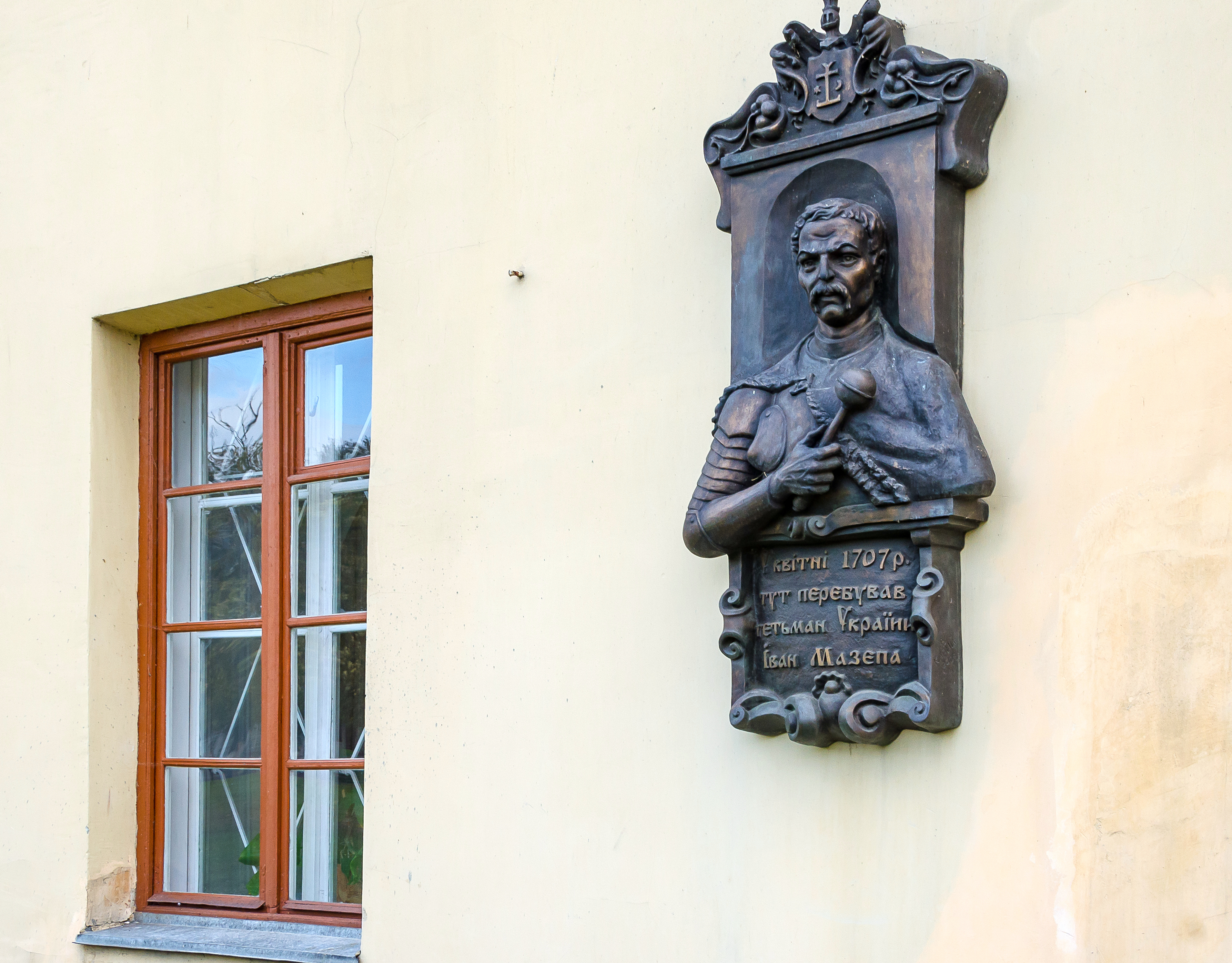
Меморальна дошка Івану Мазепі у місті Жовква

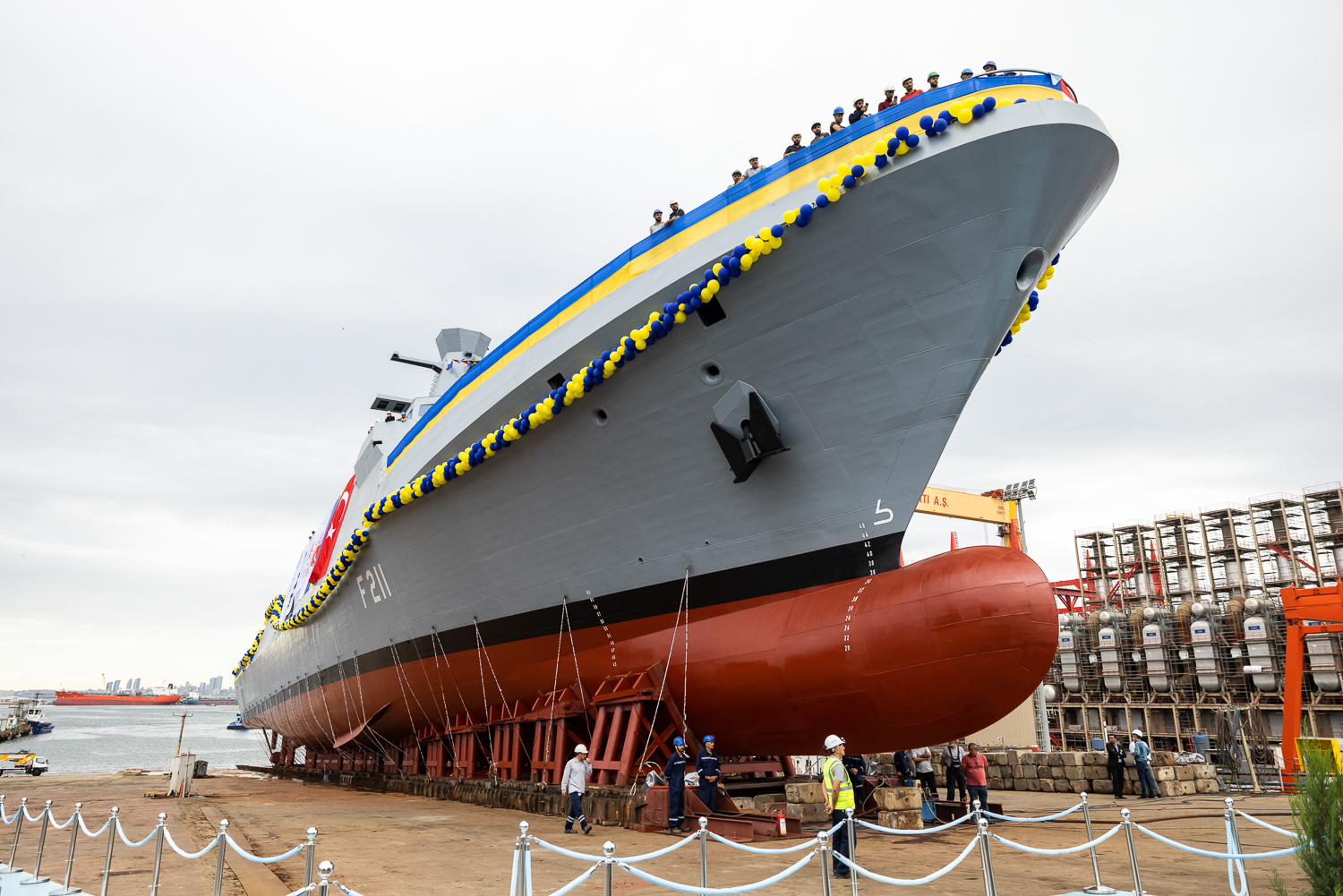
Корвет «Гетьман Іван Мазепа»

### Кораблі
- На честь нього був названий крейсер «Гетьман Іван Мазепа».
- 2 жовтня 2022 року у Стамбулі був спущений на воду корвет «Гетьман Іван Мазепа».

### Інше
- Мазепа 1 і Мазепа 2 — мікрорайони міста Галаца, Румунія.
- Національний парк Мазепа (Mazeppa National Park) — національний парк у штаті Квінсленд, Австралія.
- Парк Мазепа — міський парк у місті Мурсвілл Північної Кароліни.[138]
- 6 травня 2020 року указом Президента України ім'я Івана Мазепи присвоєно 54-тій окремій механізованій бригаді Сухопутних військ Збройних Сил України.[139]

## Цікаві факти
- 21 грудня 2024 року у столиці Саудівської Аравії Ер-Ріяді відбувся боксерський поєдинок за титул абсолютного чемпіону Світу. Переможець бою, українець Олександр Усик після оголошення результату підняв у ринзі шаблю Івана Мазепи.